# Liste der Biografien/Was
Liste der Biografien |
Portal Biografien |
Personensuche
# |
A |
B |
C |
D |
E |
F |
G |
H |
I |
J |
K |
L |
M |
N |
O |
P |
Q |
R |
S |
T |
U |
V |
W |
X |
Y |
Z |
?
 
Wa |
Wc |
Wd |
We |
Wh |
Wi |
Wj |
Wl |
Wn |
Wo |
Wr |
Ws |
Wt |
Wu |
Ww |
Wy |
Wz
 
Waa |
Wab |
Wac |
Wad |
Wae |
Waf |
Wag |
Wah |
Wai |
Waj |
Wak |
Wal |
Wam |
Wan |
Wao |
Wap |
Waq |
War |
Was |
Wat |
Wau |
Wav |
Waw |
Wax |
Way |
Waz
Die Liste der Biografien führt alle Personen auf, die in der deutschsprachigen Wikipedia einen Artikel haben. Dieses ist eine Teilliste mit 757 Einträgen von Personen, deren Namen mit den Buchstaben „Was“ beginnt.

## Was
- Waś, Artur (* 1986), polnischer Eisschnellläufer
- Was, David (* 1952), US-amerikanischer Musiker, Musikproduzent und Musikjournalist
- Was, Don (* 1952), US-amerikanischer Rockmusiker, Bassist, Plattenproduzent, Schauspieler, Songwriter

### Wasa
- Wasa, Anna (1568–1625), Prinzessin von Schweden
- Wasa, Anna Gustavsdotter (1545–1610), Pfalzgräfin von Pfalz-Veldenz
- Wasa, Anna Katharina Konstanze (1619–1651), polnische Prinzessin
- Wasa, Anna Maria Isabella (1642–1642), Prinzessin des polnisch-litauischen Hauses Wasa
- Wasa, Johann Albert (1612–1634), Kardinal und Prinz von Polen
- Wasa, Johann Sigismund (1652–1652), Prinz des polnisch-litauischen Hauses Wasa
- Wasa, Karl Ferdinand (1613–1655), Prinz von Königreich Polen, Fürstbischof von Breslau, Bischof von Płock, Herzog von Oppeln und Herzog von Ratibor
- Wasa, Katharina (1539–1610), Gräfin von Ostfriesland (1599–1610)
- Wasa, Katharina (1584–1638), schwedische Prinzessin
- Wasa, Magnus Gustavsson (1542–1595), schwedischer Prinz und Herzog von Östergötland
- Wasa, Margarete Eriksdotter (1497–1536), schwedische Adlige und Schwester König Gustavs I. von Schweden
- Wasa, Sigismund III. (1566–1632), König von Polen und SchwedenSigismund III. Wasa (1566–1632)

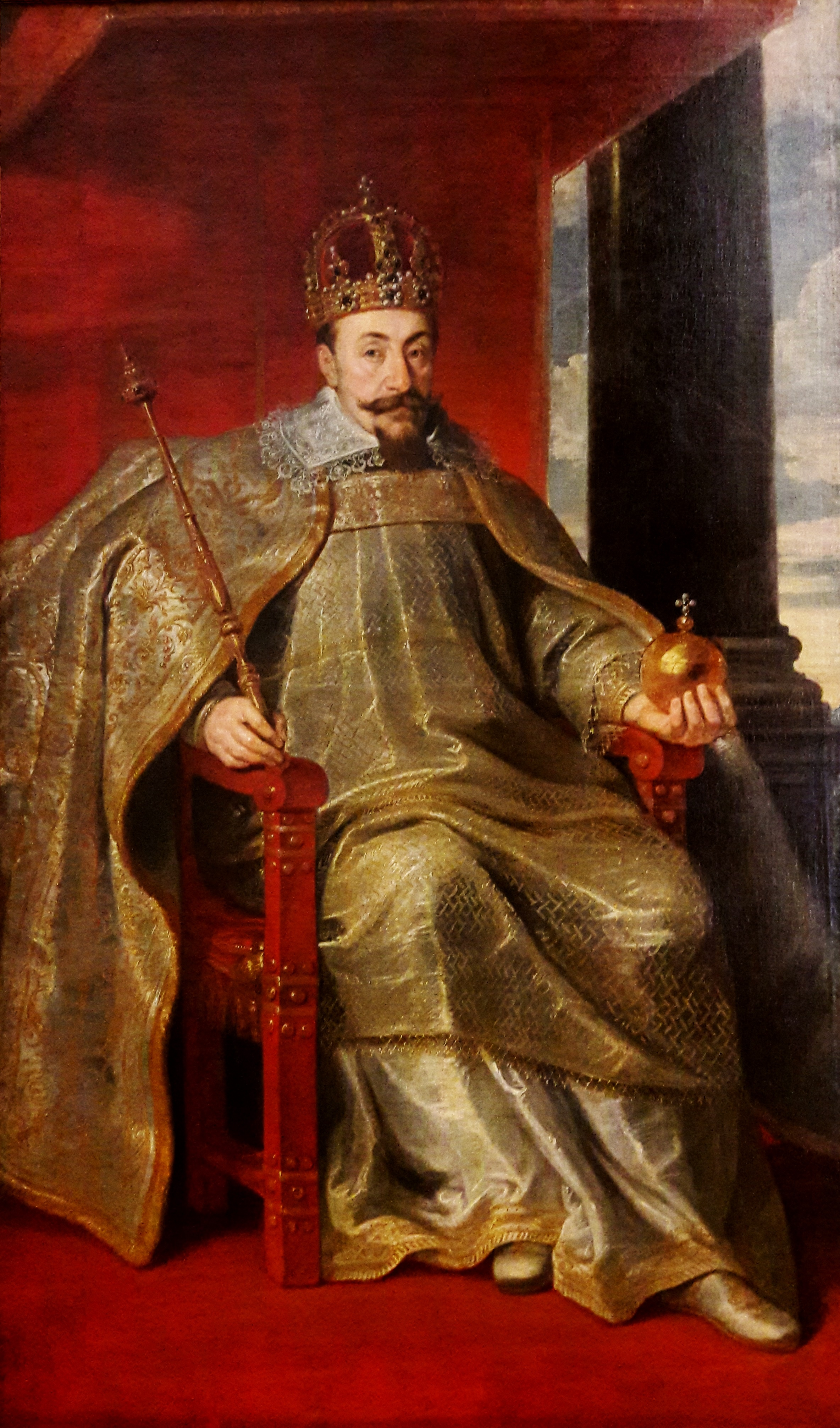
Sigismund III. Wasa (1566–1632)

- Wasagaschwili, Giorgi (* 1974), georgischer Judoka
- Wasama, Jarmo (1943–1966), finnischer Eishockeyspieler
- Wasan Homsan (* 1991), thailändischer Fußballspieler
- Wasan Mala (* 1999), thailändischer Fußballspieler
- Wasan Samansin (* 1992), thailändischer Fußballspieler
- Wasan Wongchaiya (* 1998), thailändischer Fußballspieler
- Wasastjerna, Torsten (1863–1924), finnischer Maler
- Wasawat Kerdsri (* 1996), thailändischer Fußballspieler

### Wasc
- Wasch, altägyptischer König
- Wasch, Karl (1930–2021), deutscher Fußballspieler
- Wascha-Pschawela (1861–1915), georgischer Schriftsteller und NaturphilosophWascha-Pschawela (1861–1915)

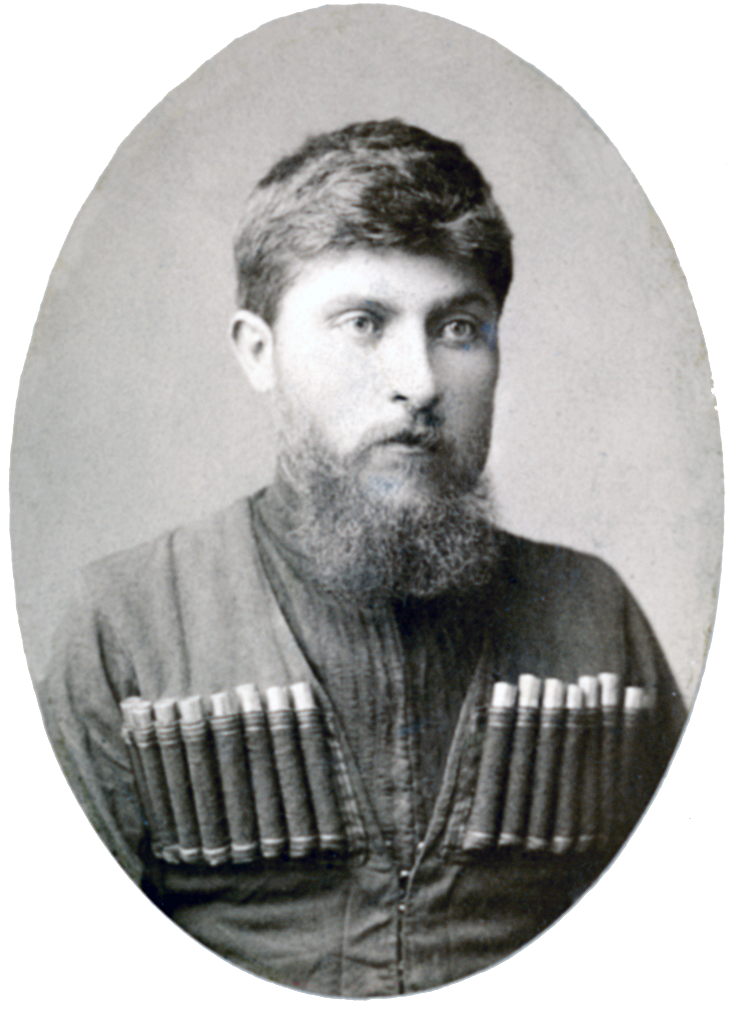
Wascha-Pschawela (1861–1915)

- Waschadse, Grigol (* 1958), georgischer Politiker
- Waschakidse, Michail Alexandrowitsch (1909–1956), sowjetischer Astronom
- Waschanow, Igor (* 1988), kasachischer Gewichtheber
- Wascharow, Kiril (1988–2009), bulgarischer Eishockeytorwart
- Waschatko, Hans (1877–1948), österreichischer Schauspieler
- Waschburger, Andreas (* 1987), deutscher Marathonschwimmer
- Waschbusch, Gerd (* 1959), deutscher Wirtschaftswissenschaftler und Hochschullehrer
- Waschbüsch, Rita (* 1940), deutsche Politikerin (CDU), MdL
- Wäsche, Sepp (1929–2002), deutscher Schauspieler und Synchronsprecher
- Waschek, Franz (1900–1961), rumänischer Chorleiter, Kirchenmusiker und Komponist
- Wäschenbach, Katharina (* 1985), deutsche Schauspielerin
- Wäschenbach, Meiko (* 2004), deutscher Fußballspieler
- Wäschenbach, Michael (* 1954), deutscher Politiker (CDU), MdL
- Waschenina, Alla (* 1983), kasachische Gewichtheberin
- Wäscher, Aribert (1895–1961), deutscher Schauspieler
- Wäscher, August (1881–1960), deutscher Künstler und Bildhauer
- Wascher, Erwin (1904–1994), österreichischer Politiker (VdU), Landtagsabgeordneter
- Wäscher, Hansrudi (1928–2016), deutscher Comiczeichner und -autorHansrudi Wäscher (1928–2016)

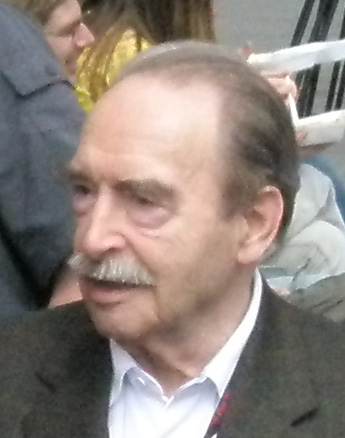
Hansrudi Wäscher (1928–2016)

- Wäscher, Hermann (1887–1961), deutscher Architekt, Kunsthistoriker und Denkmalpfleger
- Wäscher, Johanna (1858–1935), deutsche Frauenrechtlerin, Sozialarbeiterin und Kommunalpolitikerin
- Wäscher, Joseph (1919–1993), deutscher Künstler und Bildhauer
- Wascher, Rudi (1904–1956), deutscher Politiker (KPD), MdL
- Wascher, Simon (* 1966), österreichischer Musiker und Tänzer
- Wascher, Svantje (* 1972), deutsche Schauspielerin und Synchronsprecherin
- Waschewski, Gerhard (1929–2009), deutscher Diplomat, Botschafter der DDR in Norwegen, Island und den Niederlanden
- Waschinski, Emil (1872–1971), Historiker und Lehrer
- Waschinski, Jörg (* 1966), deutscher Opernsänger (Countertenor/Sopran)
- Waschk, Klaus (* 1941), deutscher Buchillustrator
- Waschk-Balz, Doris (* 1942), deutsche Bildhauerin und Medailleurin
- Waschka, Rodney II (* 1958), US-amerikanischer Komponist
- Waschkau, Alexa (* 1974), deutsche Autorin, Podcasterin und Volkskundlerin
- Waschkau, Alexander (* 1975), deutscher Diplom-Psychologe, Podcaster und PublizistAlexander Waschkau (* 1975)

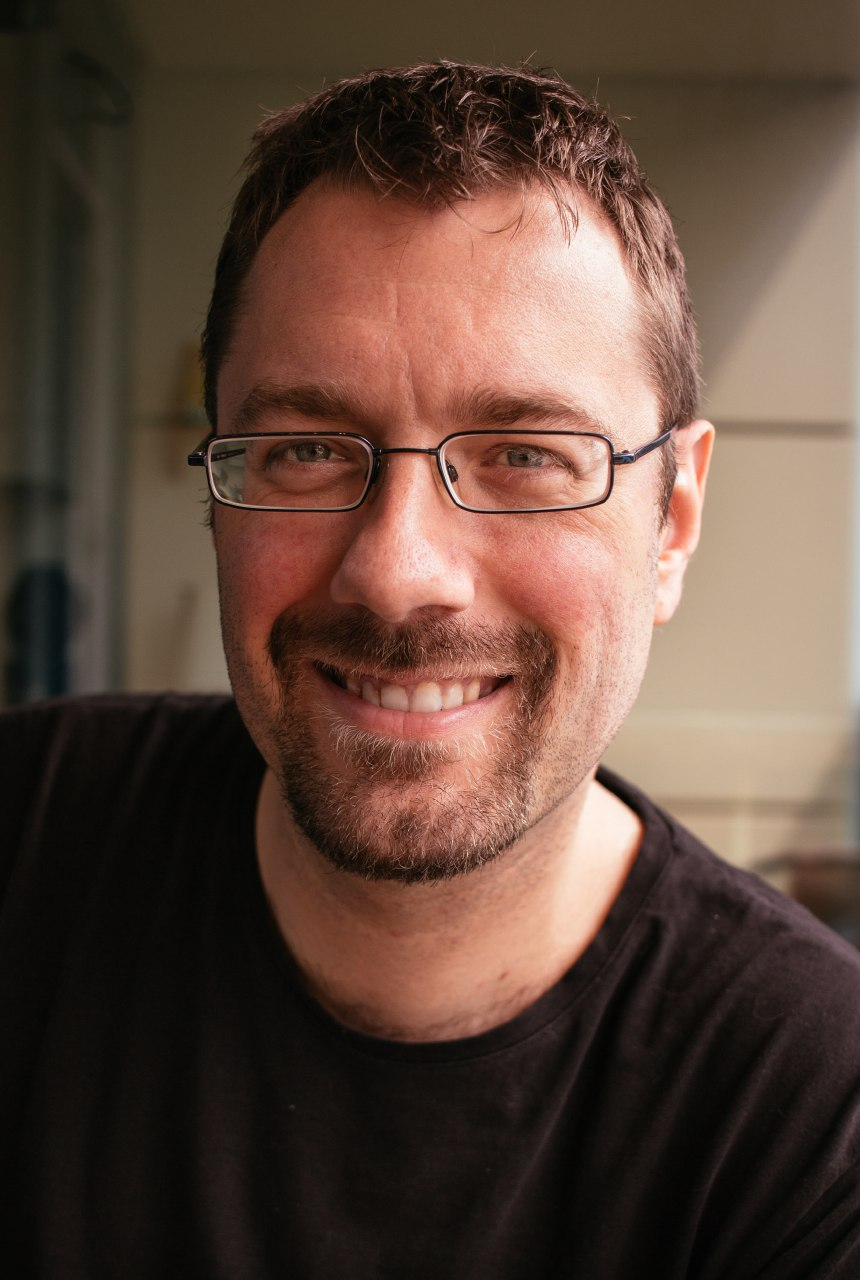
Alexander Waschkau (* 1975)

- Waschkau, Detlef (* 1961), deutscher Bildhauer und Maler
- Waschkau, Kirsten (* 1961), deutsches Fotomodell und TV-Produzentin
- Waschkau, Paul M. (* 1963), deutscher Schriftsteller, Dramatiker und Regisseur
- Waschke, Ernst-Joachim (* 1949), evangelischer Theologe
- Wäschke, Hermann (1850–1926), deutscher Historiker
- Waschke, Jens (* 1974), deutscher Anatom
- Waschke, Klaus (1945–2014), deutscher Glasdesigner
- Waschke, Liza, deutsche Fernsehdarstellerin
- Waschke, Mark (* 1972), deutscher SchauspielerMark Waschke (* 1972)

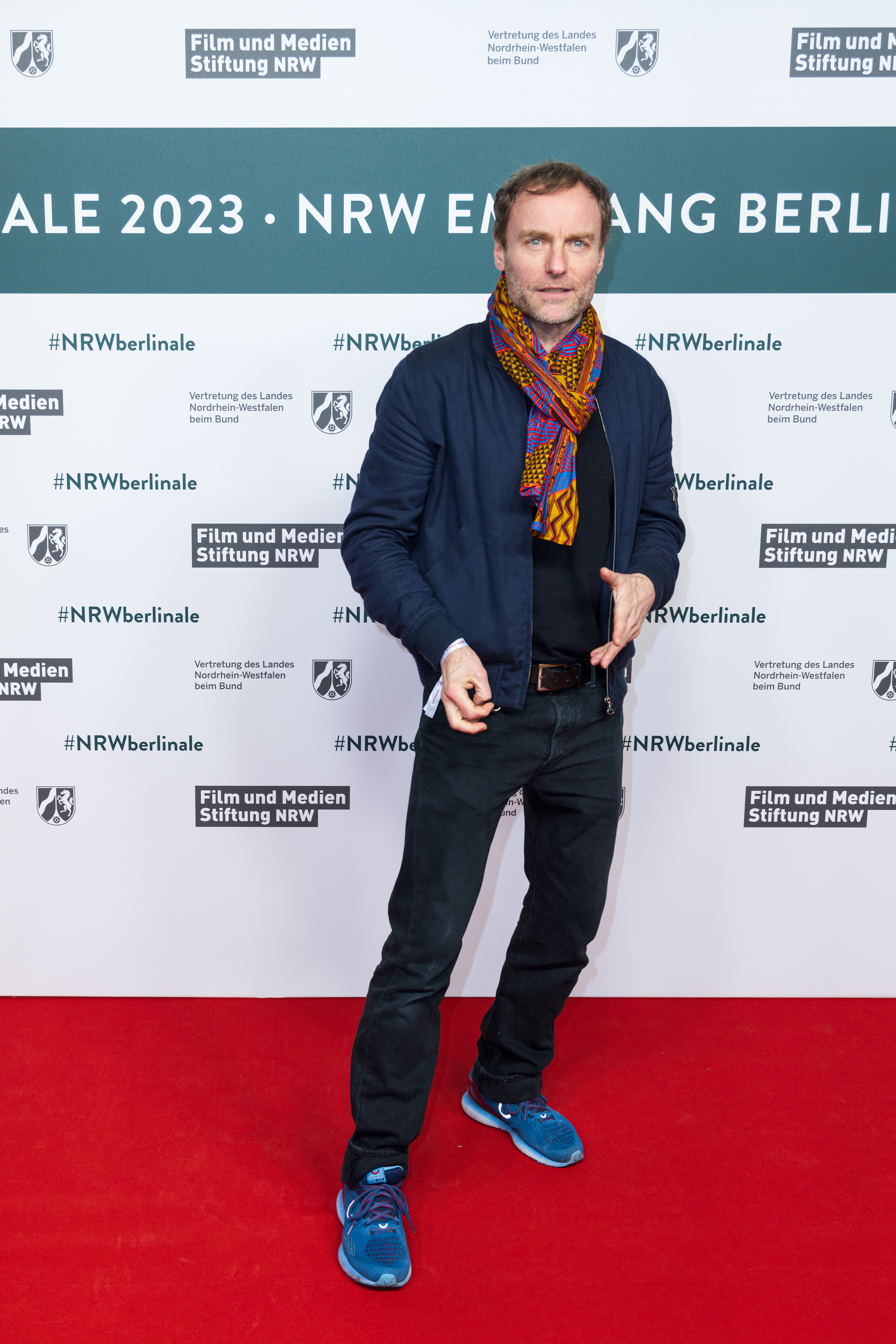
Mark Waschke (* 1972)

- Waschke, Sabine (* 1959), deutsche Politikerin (SPD), MdL
- Waschkies, Hans-Joachim (1939–2014), deutscher Wissenschaftshistoriker und Philosoph
- Waschkow, Kalojan (* 2001), bulgarischer Eishockeyspieler
- Waschkuhn, Arno (1946–2006), deutscher Politikwissenschaftler
- Wäschle, Karl (1922–2014), deutscher Kommunalpolitiker und Oberbürgermeister von Ravensburg
- Wäschle, Raimund (1956–2019), deutscher Maler und Grafiker
- Waschler, Gerhard (* 1957), deutscher Pädagoge, Sportdidaktiker und Politiker (CSU), MdL
- Waschneck, Erich (1887–1970), deutscher Kameramann, Filmregisseur, Drehbuchautor und Filmproduzent
- Waschner, Paul (1818–1881), österreichischer Realitätenbesitzer und Politiker, Landtagsabgeordneter
- Waschnewski, Eckhard (* 1956), deutscher evangelischer Pfarrer und Politiker (CDU), MdVK
- Waschnewski, Johann (* 1986), deutscher Politiker (CDU)
- Waschnitius, Viktor (1887–1979), österreichisch-dänischer Geistes- und Religionsgeschichtler, Sprachlehrer, Dozent, Dolmetscher, Redakteur und Zensor
- Waschow, Kurt (1881–1956), deutscher Staatsanwalt, Kammergerichtsrat und Bundesrichter
- Waschptah Izi, altägyptischer Wesir
- Waschtschuk, Wladyslaw (* 1975), ukrainischer Fußballspieler
- Waschul, Josephine (* 1986), deutsche Handballspielerin
- Waschul, Martin (* 1988), deutscher Handballspieler
- Waściński, Przemysław (* 1995), polnischer Leichtathlet
- Wasco, David, US-amerikanischer Szenenbildner
- Wasczyk, Lion (* 1994), deutscher SchauspielerLion Wasczyk (* 1994)

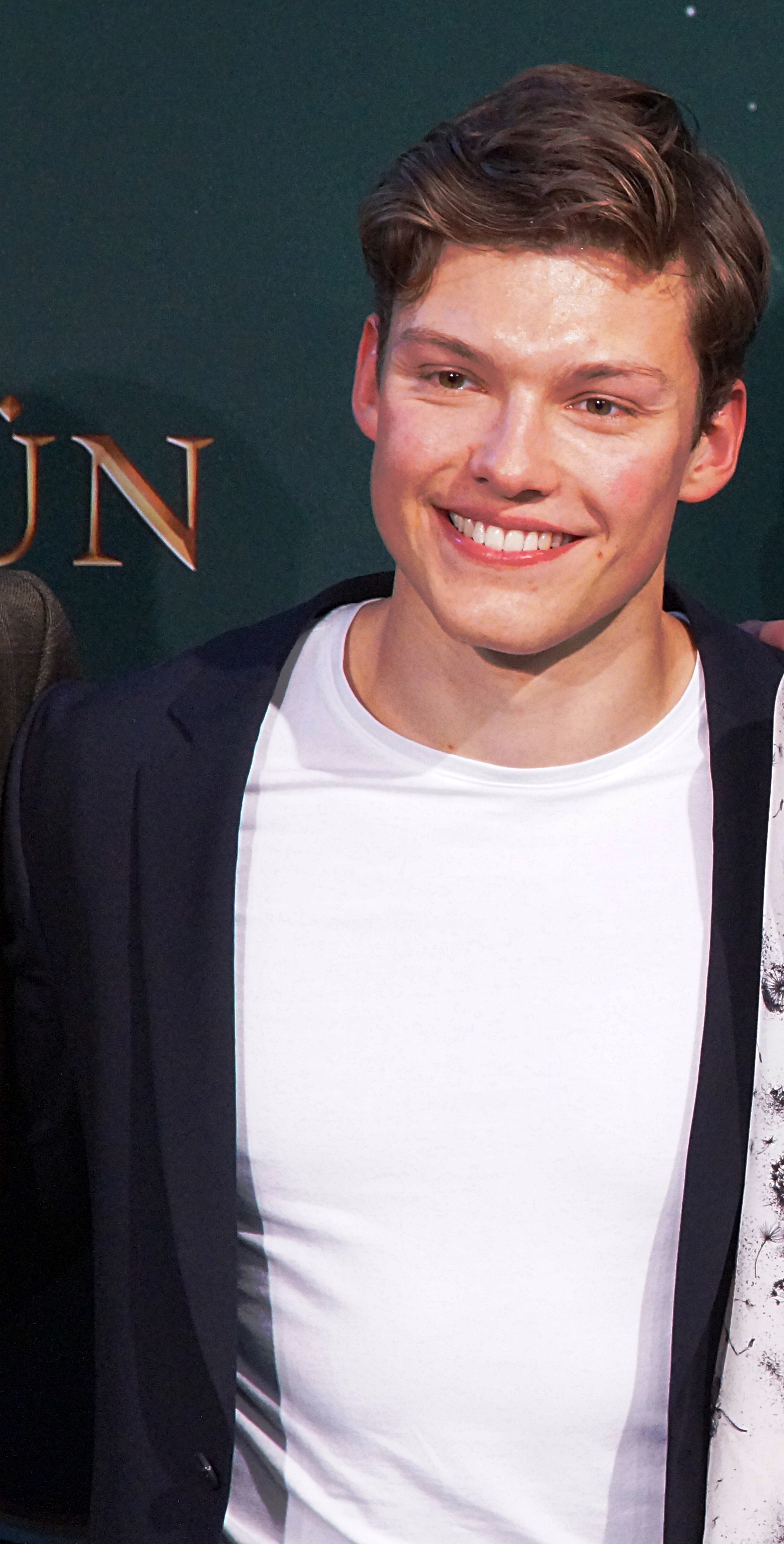
Lion Wasczyk (* 1994)

### Wase
- Waseem, Muhammad (* 1984), pakistanischer Kugelstoßer
- Waseem, Muhammad (* 1987), pakistanischer Boxer
- Waseem, Muhammad (* 1996), pakistanischer Cricketspieler
- Waseige, Robert (1939–2019), belgischer Fußballspieler und -trainer
- Wąsek, Paweł (* 1999), polnischer Skispringer
- Wasel, Johannes (* 1991), deutscher Nordischer Kombinierer
- Wasem, Jekaterina Ottowna (1848–1937), russische Ballerina
- Wasem, Jürgen (* 1959), deutscher Wissenschaftler und Professor für MedizinmanagementJürgen Wasem (* 1959)

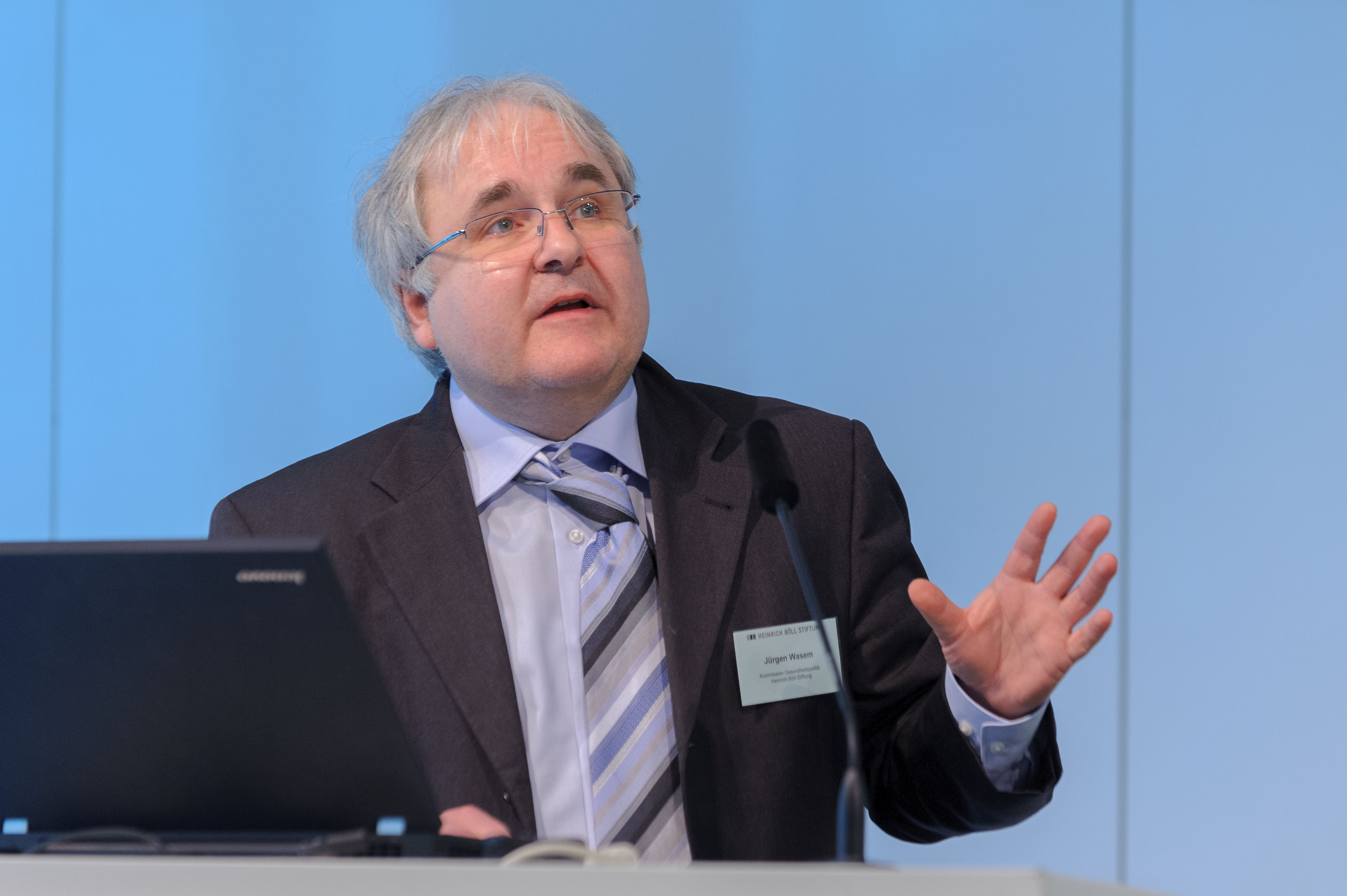
Jürgen Wasem (* 1959)

- Wasems, Kerstin (* 1979), deutsche Fußballspielerin und -trainerin
- Wasenius, Birger (1911–1940), finnischer Eisschnellläufer
- Waser, Adolf (* 1938), Schweizer Ruderer
- Waser, Anna (1678–1714), Schweizer Malerin, Radiererin und Kalligrafin
- Waser, Fränzli (1858–1895), Schweizer Geiger
- Waser, Hans Caspar (1612–1677), Schweizer evangelischer Geistlicher
- Waser, Heini (1913–2008), Schweizer Maler, Zeichner, Lithograf und Holzschneider
- Waser, Hugo (* 1936), Schweizer Ruderer und Politiker
- Wäser, Johann Christian (1743–1781), deutscher Schauspieler und selbstständiger Theaterleiter
- Waser, Johann Heinrich (1600–1669), Schweizer Politiker, Bürgermeister von Zürich und Landvogt von Kyburg
- Waser, Johann Heinrich (1713–1777), Schweizer Diakon, Übersetzer, Schriftsteller und Aufklärer
- Waser, Johann Heinrich (1742–1780), Schweizer Pfarrer, Statistiker, Volkswirt und Aufklärer
- Waser, Josef von (1811–1899), österreichischer Politiker
- Waser, Joseph Hermann (1901–1994), Schweizer Maler
- Waser, Kaspar (1565–1625), Schweizer reformierter Theologe und Orientalist
- Waser, Maria (1878–1939), Schweizer Schriftstellerin
- Wäser, Maria Barbara (1749–1797), Schauspielerin und Theaterleiterin
- Waser, Maria Ursula (* 1952), Schweizer Aktivistin
- Waser, Martin (* 1954), Schweizer Politiker (SP)
- Waser, Otto (1870–1952), Schweizer Klassischer Archäologe
- Waser, Peter Gaudenz (1918–2010), Schweizer Pharmakologe
- Waser, Rainer (* 1955), deutscher Physikochemiker
- Waser, Ramon (* 1995), Schweizer Politiker der Grünliberalen Partei
- Waser, Sebastian (* 1985), österreichischer Basketballtrainer
- Waser, Stephan (1920–1992), Schweizer Bobfahrer
- Waser, Wilhelm (1811–1866), Schweizer Architekt
- Wasescha, Luzius (1946–2016), Schweizer Handelsdiplomat
- Waseso, Projo (* 1987), indonesischer Bahn- und Straßenradrennfahrer
- Wasey, Akhtarul (* 1951), indischer Islamwissenschaftler

### Wasf
- Wasfi, Karim (* 1972), ägyptisch-irakischer Cellist, Dirigent und Komponist

### Wasg
- Wasgen I. (1908–1994), Katholikos der Armenischen Apostolischen Kirche

### Wash
- Wash, Martha (* 1953), US-amerikanische SängerinMartha Wash (* 1953)

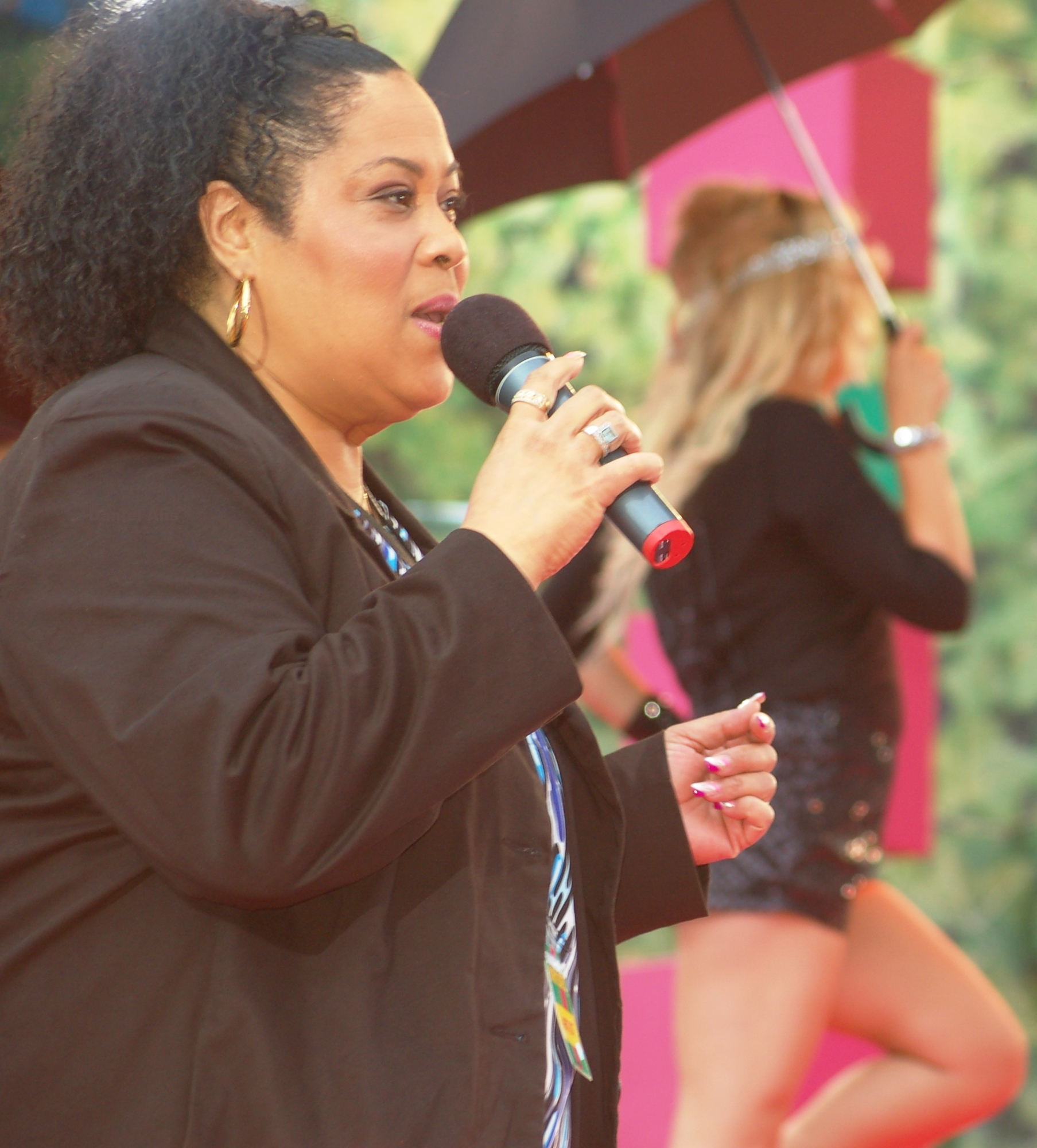
Martha Wash (* 1953)

- Washakie († 1900), Häuptling der Shoshonen
- Washausen, Jan (* 1988), deutscher Fußballspieler
- Washboard Sam (1910–1966), US-amerikanischer Blues-Musiker
- Washbond, Alan (1899–1965), US-amerikanischer Bobfahrer, olympische Goldmedaille im Zweierbob (1936)
- Washbourne, Mona (1903–1988), britische Schauspielerin
- Washburn, Beverly (* 1943), US-amerikanische Schauspielerin
- Washburn, Bradford (1910–2007), US-amerikanischer Bergsteiger, Fotograf, Kartograf und Museumsdirektor
- Washburn, Bryant (1889–1963), US-amerikanischer Schauspieler
- Washburn, Cadwallader C. (1818–1882), US-amerikanischer Politiker
- Washburn, Charles G. (1857–1928), US-amerikanischer Politiker
- Washburn, Deric, US-amerikanischer Drehbuchautor
- Washburn, Edward Wight (1881–1934), US-amerikanischer Chemiker
- Washburn, Emory (1800–1877), US-amerikanischer Politiker
- Washburn, Henry Dana (1832–1871), US-amerikanischer Politiker, Generalmajor und Forschungsreisender
- Washburn, Israel junior (1813–1883), US-amerikanischer Politiker, Gouverneur von Maine
- Washburn, Margaret F. (1871–1939), US-amerikanische Psychologin
- Washburn, Mary (1907–1994), US-amerikanische Sprinterin
- Washburn, Peter T. (1814–1870), US-amerikanischer Politiker und Gouverneur des Bundesstaates Vermont (1869–1870)
- Washburn, Sherwood L. (1911–2000), US-amerikanischer Paläoanthropologe
- Washburn, Steve (* 1975), kanadischer Eishockeyspieler
- Washburn, Watson (1894–1973), US-amerikanischer Tennisspieler
- Washburn, William B. (1820–1887), US-amerikanischer Politiker
- Washburn, William D. (1831–1912), amerikanischer Politiker
- Washburne, Elihu B. (1816–1887), US-amerikanischer Politiker
- Washburne, Hempstead (1852–1918), US-amerikanischer Politiker
- Washed Out (* 1982), US-amerikanischer Musiker
- Washer, Jean (1894–1972), belgischer Tennisspieler
- Washer, Philippe (1924–2015), belgischer Tennisspieler
- Washida, Masakazu (* 1978), japanischer Fußballspieler
- Washietl, Engelbert (1941–2022), österreichischer Journalist, Chefredakteur der Salzburger Nachrichten
- Washington, Adolpho (* 1967), US-amerikanischer Boxer und Weltmeister des Verbandes IBF
- Washington, Alicia Nicki, US-amerikanische Informatikerin und Hochschullehrerin
- Washington, Anthony (* 1966), US-amerikanischer Diskuswerfer
- Washington, Ariana (* 1996), amerikanische Leichtathletin
- Washington, Augustine (1694–1743), Vater von George Washington
- Washington, Augustus († 1875), afro-amerikanischer Daguerreotypist
- Washington, Baby (* 1940), amerikanische Soulsängerin
- Washington, Benny, US-amerikanischer Jazzmusiker (Schlagzeug, Vibraphon) und Bandleader
- Washington, Booker T. (1856–1915), US-amerikanischer Pädagoge, Sozialreformer und BürgerrechtlerBooker T. Washington (1856–1915)

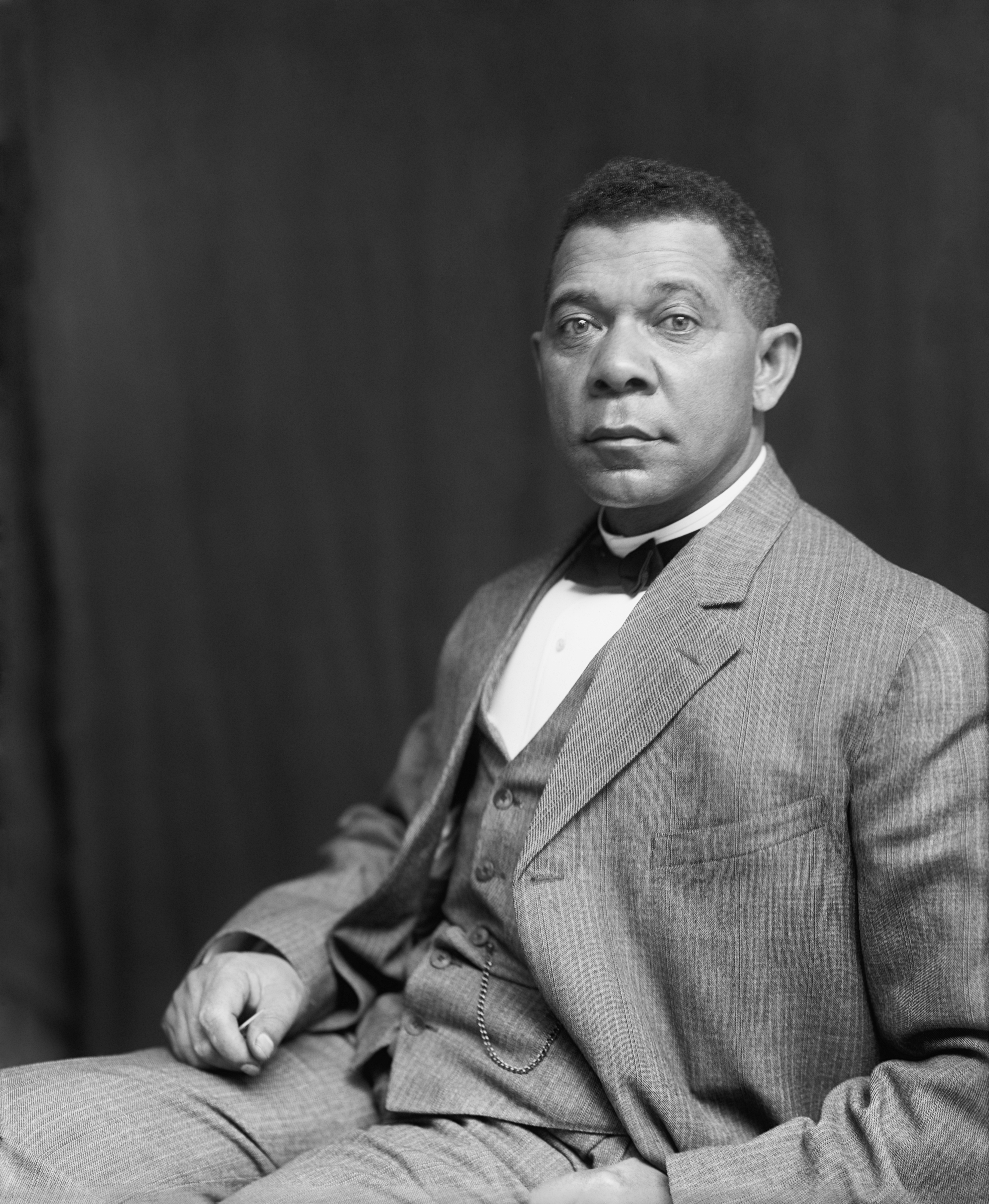
Booker T. Washington (1856–1915)

- Washington, Bryan (* 1993), US-amerikanischer Schriftsteller und Essayist
- Washington, Buck (1903–1955), US-amerikanischer Jazzpianist, Arrangeur und Songwriter
- Washington, Bushrod (1762–1829), US-amerikanischer Jurist, Richter am US Supreme Court
- Washington, Carl von (1833–1897), bayerischer Oberstleutnant und Hofbeamter
- Washington, CJ (* 1979), US-amerikanischer Basketballschiedsrichter
- Washington, Conor (* 1992), nordirischer Fußballspieler
- Washington, Craig Anthony (* 1941), US-amerikanischer Politiker
- Washington, Danny (* 1985), deutscher American-Football-Spieler
- Washington, Dante (* 1970), US-amerikanischer Fußballspieler und Fußballkommentator

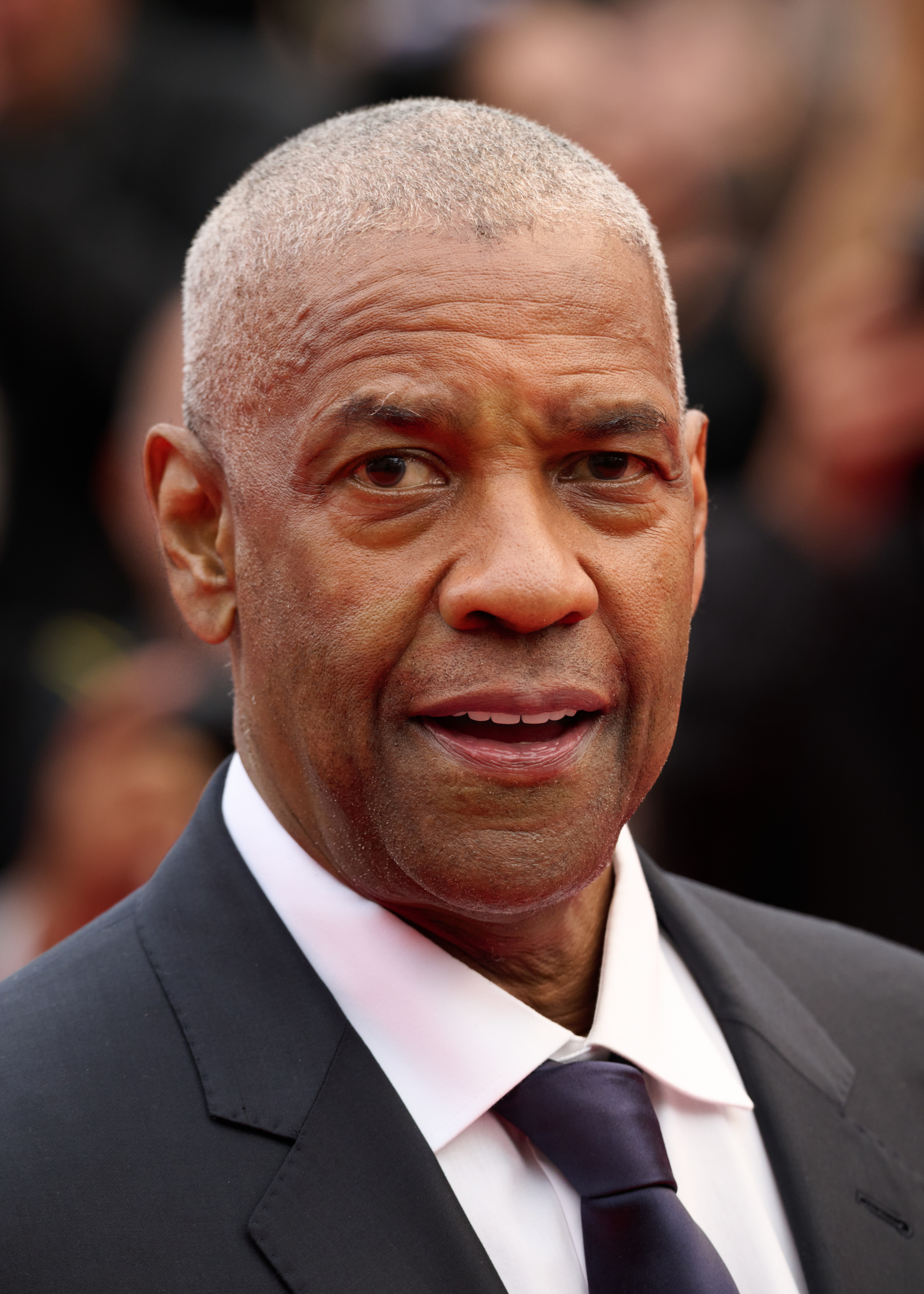
Denzel Washington (* 1954)

- Washington, Darius (* 1985), US-amerikanischer Basketballspieler
- Washington, Demetria (* 1979), US-amerikanische Sprinterin
- Washington, Dennis (* 1934), US-amerikanischer Unternehmer
- Washington, Denzel (* 1954), US-amerikanischer Schauspieler, Regisseur und ProduzentDenzel Washington (* 1954)
- Washington, Deron (* 1985), US-amerikanischer Basketballspieler
- Washington, De’Shawn, US-amerikanischer Schauspieler
- Washington, Diesel (* 1976), US-amerikanischer Pornodarsteller
- Washington, Dinah (1924–1963), US-amerikanische Sängerin des Swingjazz, Rhythm and Blues und der Popmusik
- Washington, Duane (* 1964), US-amerikanischer Basketballspieler
- Washington, Duane Jr. (* 2000), US-amerikanischer Basketballspieler
- Washington, Earl (1921–1975), US-amerikanischer Jazzmusiker und Komponist
- Washington, Eric (* 1974), US-amerikanischer Basketballspieler
- Washington, Ernestine (1914–1983), US-amerikanische Gospelsängerin
- Washington, Essie (* 1957), US-amerikanische Mittelstreckenläuferin
- Washington, Freddie, US-amerikanischer Jazzpianist
- Washington, Gary (* 1995), deutscher Rapper und Battle-Rap-Künstler
- Washington, Geno (* 1943), amerikanischer R&B-Musiker
- Washington, George (1732–1799), US-amerikanischer Politiker, 1. Präsident der Vereinigten Staaten (1789–1797)George Washington (1732–1799)

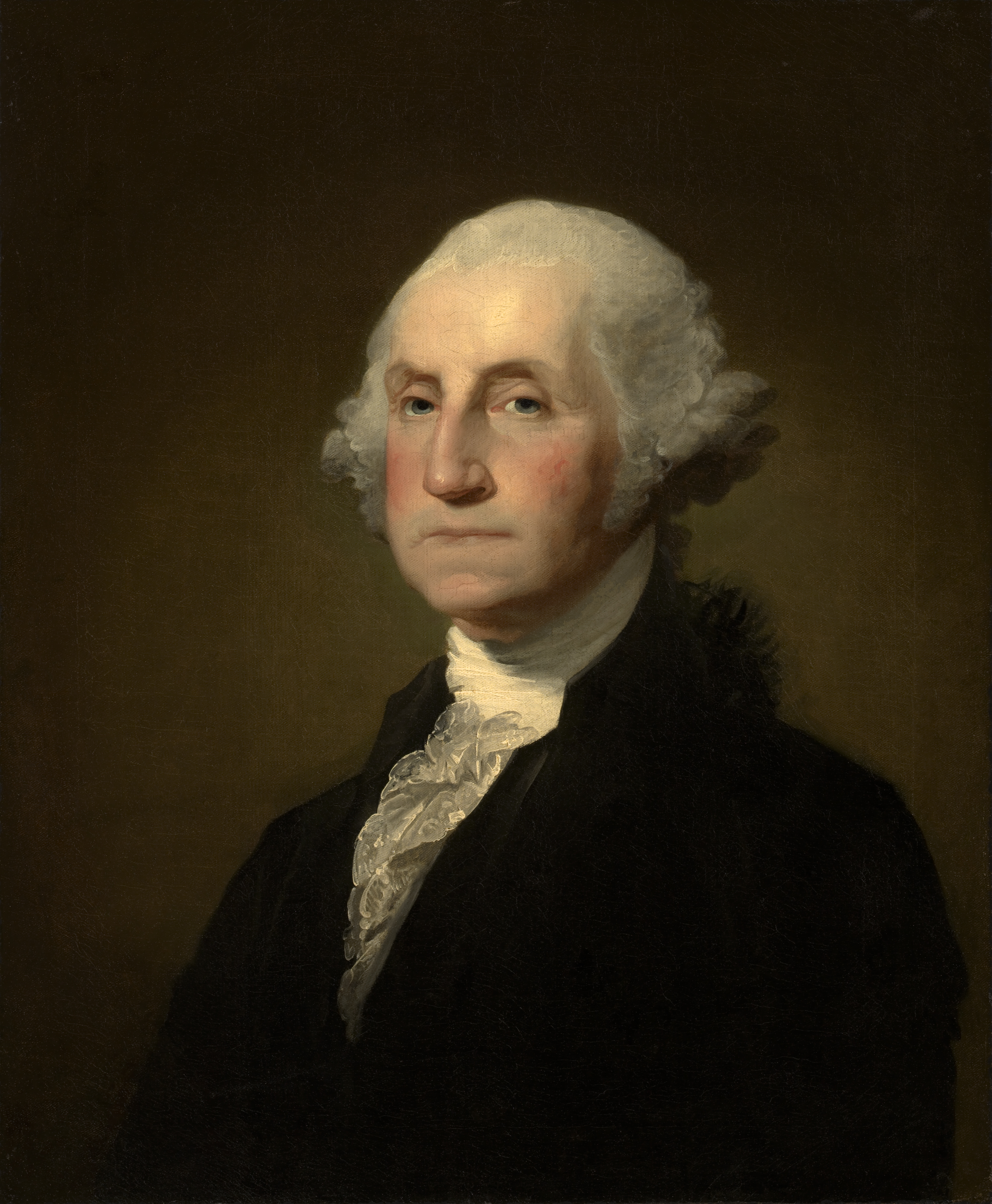
George Washington (1732–1799)

- Washington, George (* 1907), US-amerikanischer Jazz-Posaunist
- Washington, George Corbin (1789–1854), US-amerikanischer Politiker
- Washington, George von (1856–1929), österreichischer Verwandter des ersten amerikanischen Präsidenten
- Washington, Gerald (* 1982), US-amerikanischer Boxer
- Washington, Glen, jamaikanischer Reggae-Sänger
- Washington, Grover Jr. (1943–1999), US-amerikanischer Jazz-Saxophonist
- Washington, Harold (1922–1987), US-amerikanischer Politiker
- Washington, Harriet, US-amerikanische Journalistin, Autorin und Medizinethikerin
- Washington, Henry S. (1867–1934), US-amerikanischer Geologe und Mineraloge
- Washington, Herb (* 1951), US-amerikanischer Baseballspieler
- Washington, Isaiah (* 1963), US-amerikanischer SchauspielerIsaiah Washington (* 1963)

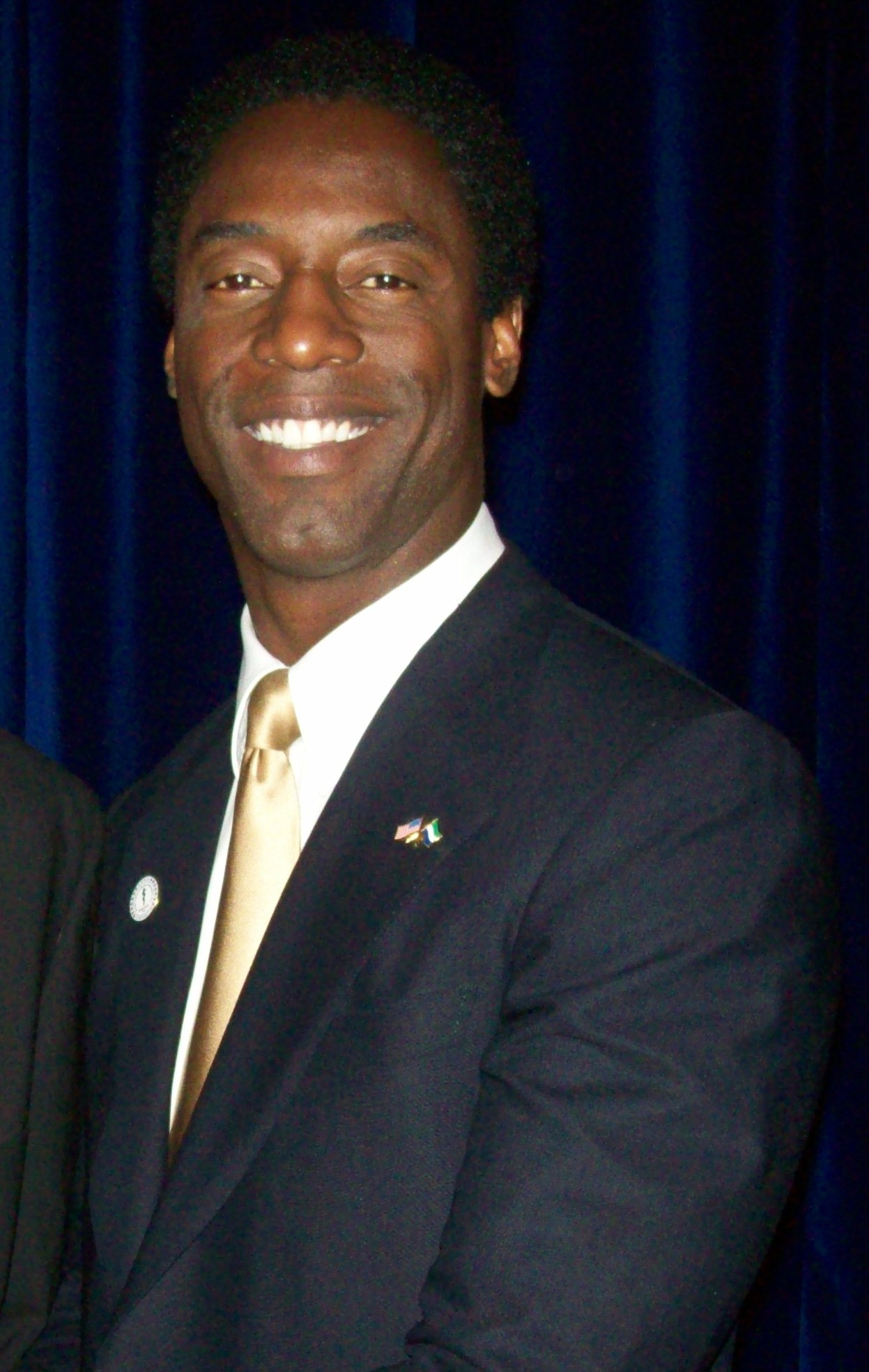
Isaiah Washington (* 1963)

- Washington, J. Dennis (* 1945), US-amerikanischer Filmarchitekt
- Washington, Jack (1910–1964), US-amerikanischer Jazzsaxophonist
- Washington, Jackie (1919–2009), kanadischer Bluesmusiker (Piano, Gesang, Gitarre)
- Washington, Jackie (* 1962), US-amerikanische Sprinterin
- Washington, Jakob von (1778–1848), holländisch-bayrischer Generalleutnant
- Washington, James (* 1996), US-amerikanischer American-Football-Spieler
- Washington, James W. (1911–2000), amerikanischer Maler und Bildhauer
- Washington, Jascha (* 1989), US-amerikanischer Schauspieler und Sänger
- Washington, Jesse († 1916), US-amerikanisches Opfer von Lynchjustiz
- Washington, John (1633–1677), englischer Pflanzer und Politiker sowie der Urgroßvater von George Washington, dem ersten Präsidenten der Vereinigten Staaten von Amerika
- Washington, John David (* 1984), US-amerikanischer Schauspieler und ehemaliger American-Football-Spieler
- Washington, John MacRae (1797–1853), US-amerikanischer Politiker, Gouverneur von New Mexico
- Washington, Joseph E. (1851–1915), US-amerikanischer Politiker
- Washington, Josephine Turpin (1861–1949), US-amerikanische Schriftstellerin und Hochschullehrerin
- Washington, Kamasi (* 1981), amerikanischer Jazzmusiker (Tenorsaxophon)
- Washington, Kelley (* 1979), US-amerikanischer Footballspieler
- Washington, Kenneth (1936–2025), US-amerikanischer Schauspieler
- Washington, Kenny (1918–1971), US-amerikanischer Footballspieler
- Washington, Kenny (* 1957), US-amerikanischer Jazz-Sänger
- Washington, Kenny (* 1958), US-amerikanischer Jazzschlagzeuger
- Washington, Kermit (* 1951), US-amerikanischer Basketballspieler
- Washington, Kerry (* 1977), US-amerikanische SchauspielerinKerry Washington (* 1977)

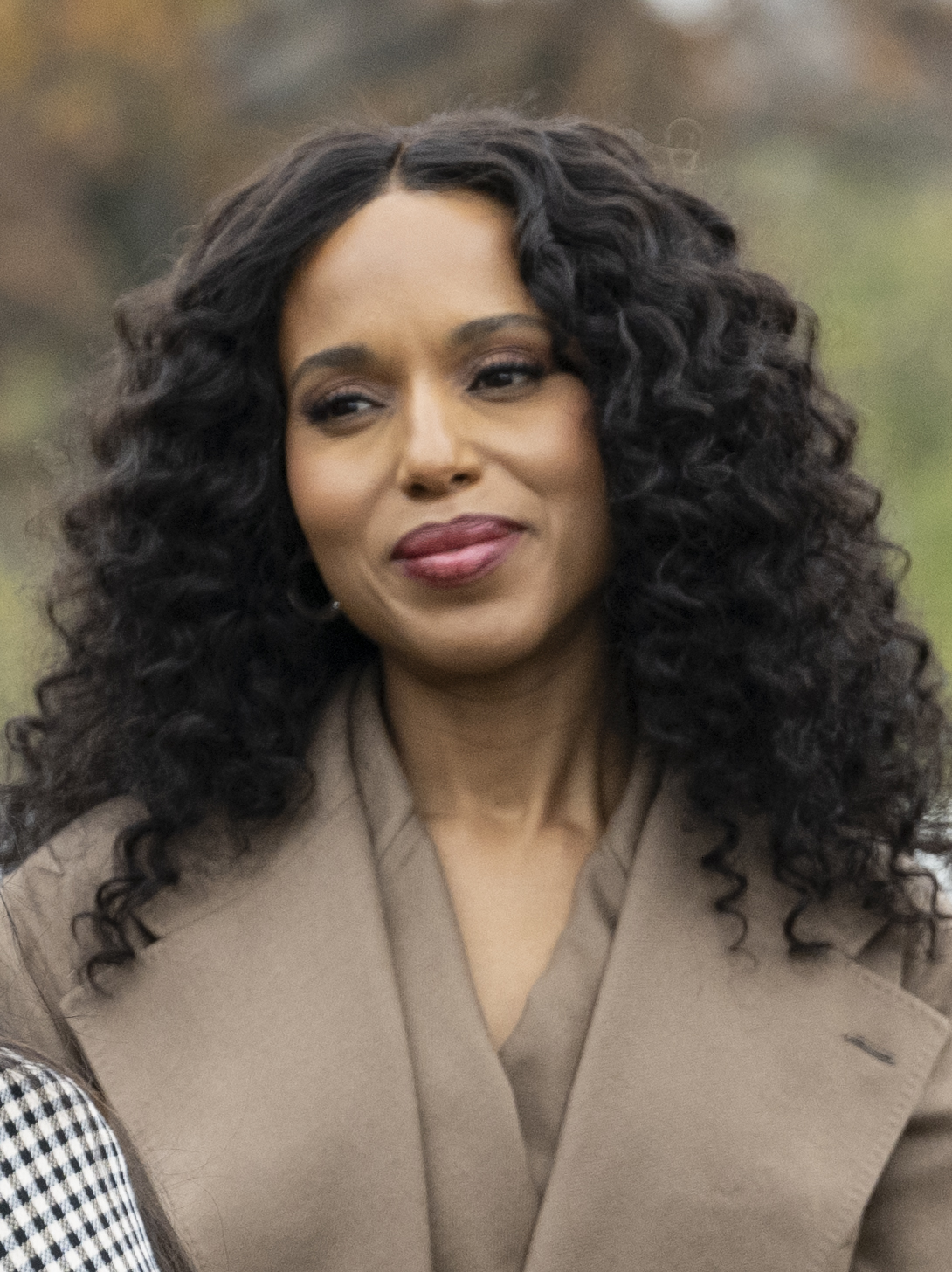
Kerry Washington (* 1977)

- Washington, Lawrence (1602–1652), englischer anglikanischer Pfarrer
- Washington, Lawrence (1659–1698), Großvater von George Washington
- Washington, Lawrence (1718–1752), britischer Offizier und Landbesitzer im kolonialen Virginia
- Washington, Lawrence C. (* 1951), US-amerikanischer Mathematiker
- Washington, Little Joe (1939–2014), US-amerikanischer Bluesgitarrist und Sänger
- Washington, Madison, Anstifter einer Sklavenrevolte auf dem Schiff Creole
- Washington, Malcolm (* 1991), US-amerikanischer Filmproduzent, Filmregisseur und DrehbuchautorMalcolm Washington (* 1991)

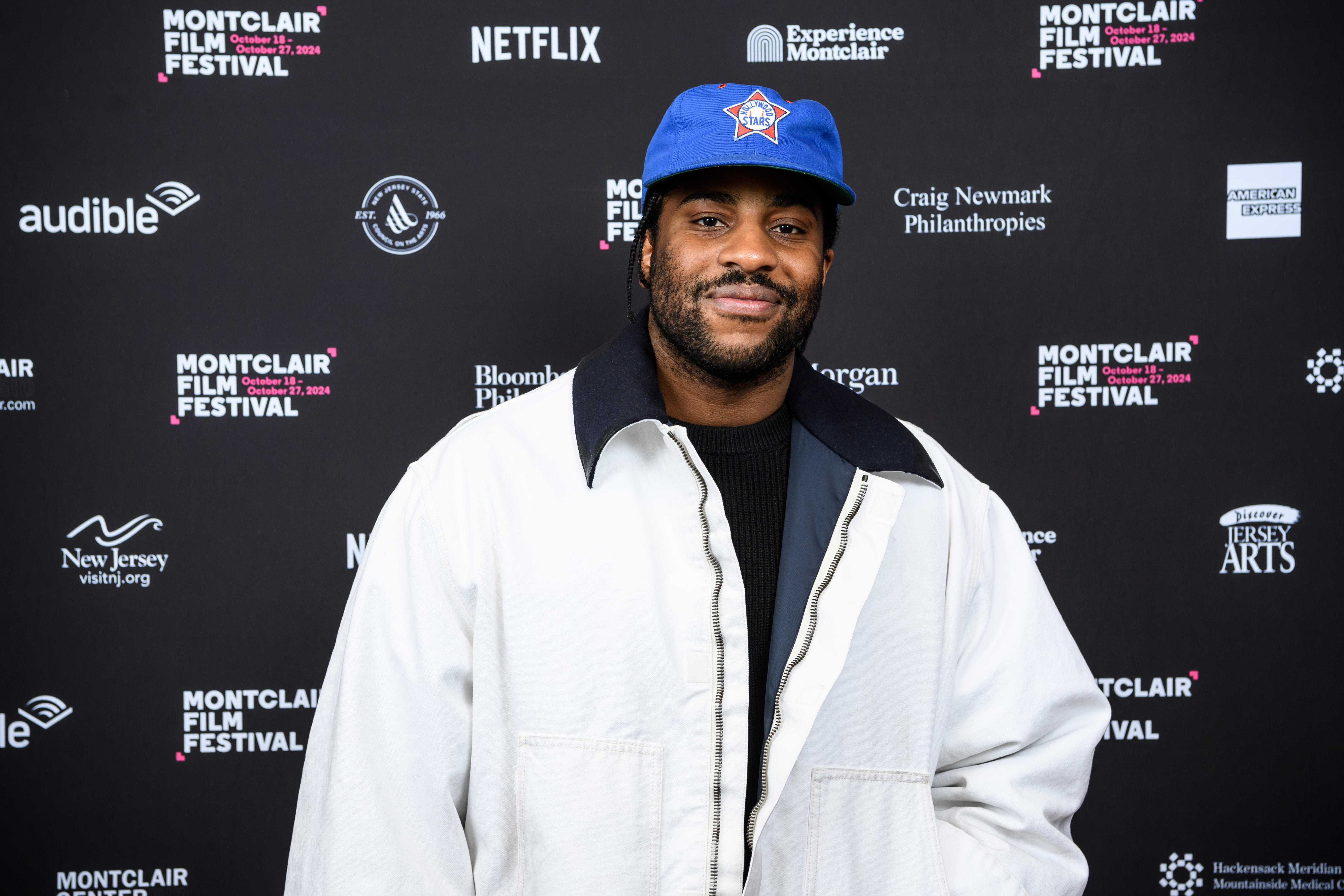
Malcolm Washington (* 1991)

- Washington, MaliVai (* 1969), US-amerikanischer Tennisspieler
- Washington, Margaret Murray (1861–1925), US-amerikanische Pädagogin, Dozentin und Aktivistin
- Washington, Mark (* 1947), US-amerikanischer American-Football-Spieler
- Washington, Marqueze (* 1993), US-amerikanischer Sprinter
- Washington, Martha (1731–1802), erste US-amerikanische First Lady
- Washington, Mary Ball (1708–1789), Mutter von George Washington
- Washington, Mashona (* 1976), US-amerikanische Tennisspielerin
- Washington, Maximilian Emanuel von (1829–1903), bayrisch-österreichischer Landwirt und Politiker, Mitglied des Herrenhauses
- Washington, Michael Benjamin (* 1979), amerikanischer Schauspieler
- Washington, Napoleon (1972–2015), Schweizer Musiker und Songwriter
- Washington, Ned (1901–1976), US-amerikanischer und Liedtexter
- Washington, Nikki (* 1988), US-amerikanische Fußballspielerin
- Washington, P. J. (* 1998), US-amerikanischer Basketballspieler
- Washington, Peter (* 1964), US-amerikanischer Jazz-Bassist
- Washington, Raymond (1953–1979), US-amerikanischer Gang-GründerRaymond Washington (1953–1979)

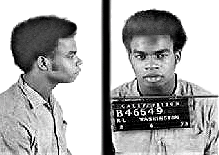
Raymond Washington (1953–1979)

- Washington, Reggie (* 1962), amerikanischer Jazz- und Fusionmusiker (E-Bass, Kontrabass)
- Washington, Rico (* 1978), US-amerikanischer Baseballspieler
- Washington, Salim (* 1958), amerikanischer Jazzmusiker (Tenorsaxophon, Flöte, Oboe, Komposition) und Kulturhistoriker
- Washington, Sharon, US-amerikanische Schauspielerin
- Washington, Shirley, US-amerikanische Schauspielerin und Model
- Washington, Solai (* 2005), US-amerikanisch-jamaikanische Fußballspielerin
- Washington, Talitha (* 1974), amerikanische Mathematikerin und Hochschullehrerin
- Washington, Taylor (* 1993), US-amerikanische Sprinterin
- Washington, Tom (* 1957), US-amerikanischer Basketballschiedsrichter
- Washington, Turner (* 1999), US-amerikanischer Diskuswerfer
- Washington, Tuts (1907–1984), US-amerikanischer Blues-Pianist
- Washington, Tyree (* 1976), US-amerikanischer Leichtathlet
- Washington, Tyrone (* 1944), US-amerikanischer Jazz-Tenorsaxophonist
- Washington, Walter (1915–2003), US-amerikanischer Politiker, Bürgermeister von Washington, D.C.
- Washington, Walter (1943–2022), US-amerikanischer Bandleader, Sänger und Gitarrist des Blues, Funk, Jazz und Rhythm & Blues
- Washington, Warren M. (1936–2024), US-amerikanischer Meteorologe
- Washington, William (1752–1810), amerikanischer Kavallerieoffizier im Unabhängigkeitskrieg
- Washington, William Dickinson (1833–1870), US-amerikanischer Historien-, Genre-, Landschafts- und Porträtmaler
- Washington, William Henry (1813–1860), US-amerikanischer Politiker
- Washington, Winston, costa-ricanischer Schauspieler und Theaterschaffender
- Washington-Williams, Essie Mae (1925–2013), US-amerikanische Schriftstellerin, Tochter von Strom Thurmond
- Washio, Takashi (* 1965), japanischer Filmproduzent
- Washizu, Kyūichirō (1921–1981), japanischer Flugzeugingenieur
- Washizu, Naomi (* 1983), japanische Triathletin
- Washkansky, Louis (1913–1967), polnischer Herzpatient
- Washnitzer, Gerard (1926–2017), US-amerikanischer Mathematiker

### Wasi
- Wasiak, Jarosław (* 1984), polnischer Sprinter
- Wasian, Michael (* 1968), deutscher Radio- und Fernsehjournalist
- Wasianski, Ehregott Andreas (1755–1831), deutscher lutherischer Geistlicher
- Wasick, Katarzyna (* 1992), polnische FreistilschwimmerinKatarzyna Wasick (* 1992)

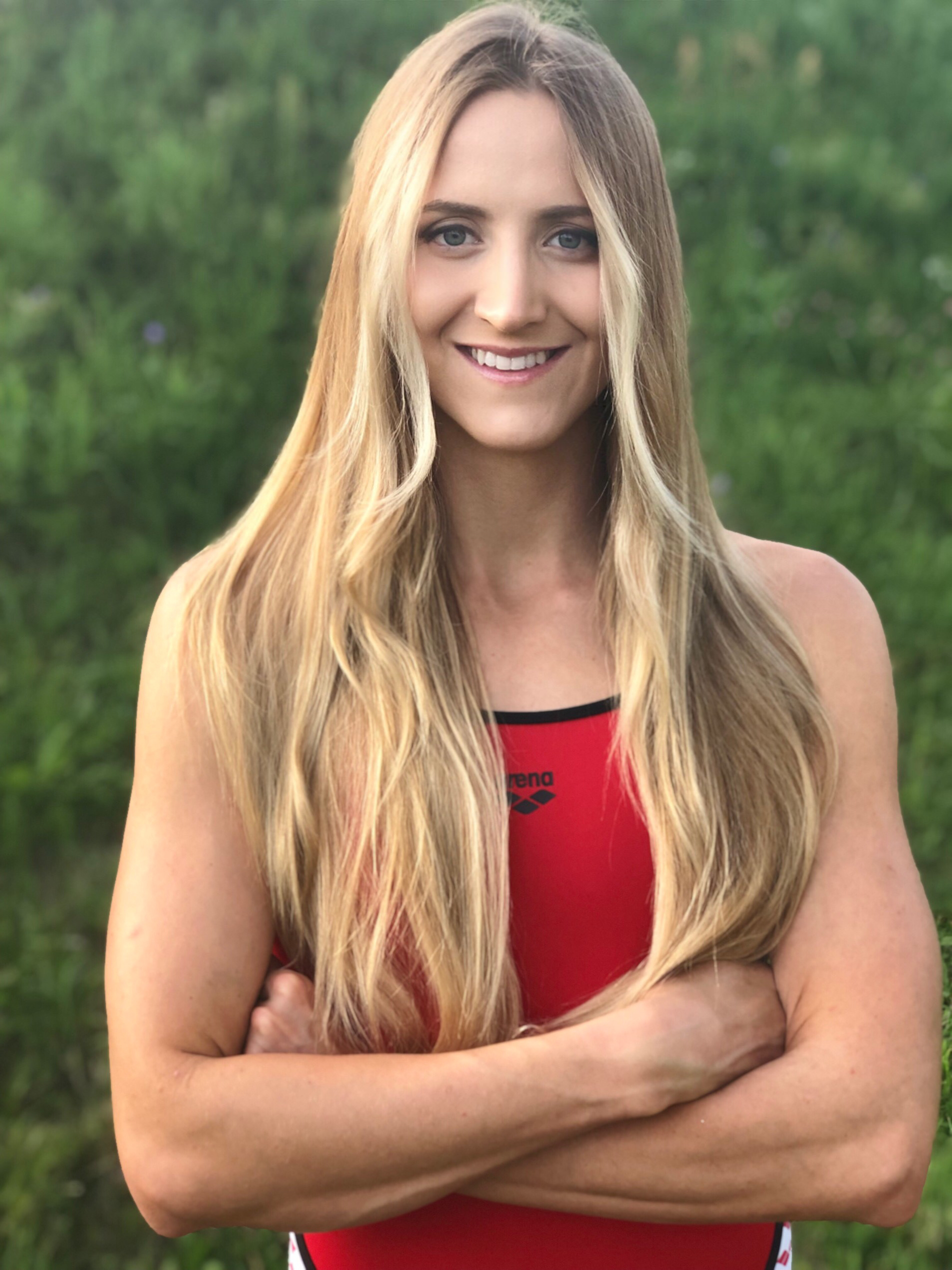
Katarzyna Wasick (* 1992)

- Wasicka, Paul (* 1981), US-amerikanischer Pokerspieler
- Wasicky, Erich (1911–1947), österreichischer Lager-Apotheker im Konzentrationslager Mauthausen
- Wasicky, Richard (1884–1970), österreichischer Pharmazeut und Begründer der Wiener Schule der modernen Pharmakognosie
- Wasielewski, Alma von (1827–1871), deutsche Pianistin
- Wasielewski, Hugo von (1853–1936), preußischer General der Infanterie
- Wasielewski, Johannes (* 1997), deutscher Handballspieler
- Wasielewski, Julius von (1857–1938), preußischer Generalmajor
- Wasielewski, Konrad (* 1984), polnischer Ruderer, Goldmedaillengewinner
- Wasielewski, Thaddeus (1904–1976), US-amerikanischer Politiker
- Wasielewski, Theodor von (1868–1941), deutscher Mikrobiologe, Hygieniker und Krebsforscher
- Wasielewski, Waldemar von (1875–1959), deutscher Schriftsteller
- Wasielewski, Wilhelm Joseph von (1822–1896), deutscher Violinist, Dirigent und Musikwissenschaftler
- Wasielewski, Wilhelm Traugott von (1878–1956), deutscher Maler und Zeichner
- Wasif al-Turki († 867), türkischer General im Dienste des Abbasidenkalifats
- Wasif, Ibrahim (1908–1975), ägyptischer Gewichtheber
- Wasik, Bill (* 1972), amerikanischer Autor, Journalist und Herausgeber
- Wąsik, Maciej (* 1969), polnischer Politiker und Historiker
- Wasik, Thomas (* 1986), deutscher Schauspieler, Moderator, Motivationstrainer und Musiker
- Wasikowska, Mia (* 1989), australische SchauspielerinMia Wasikowska (* 1989)

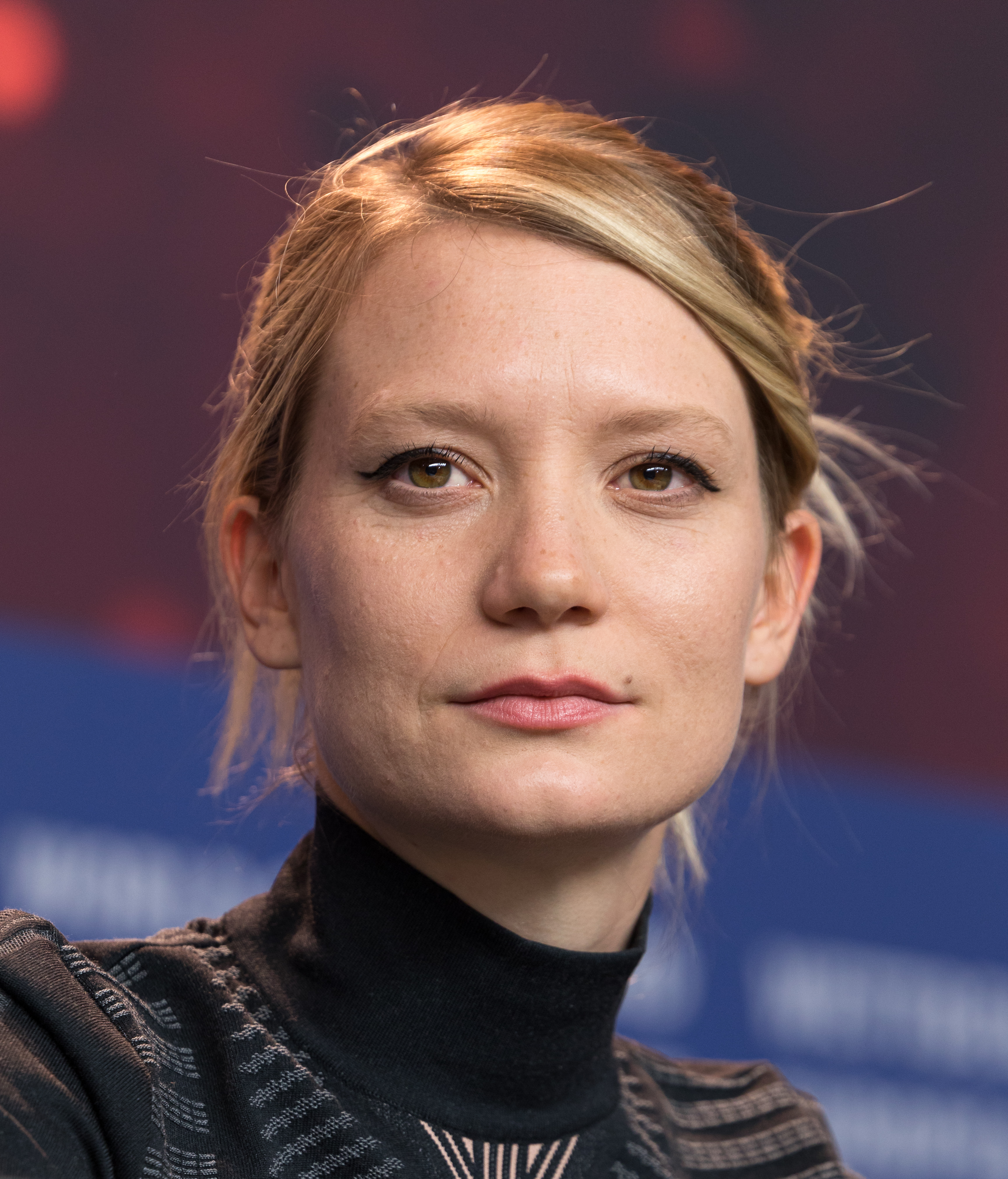
Mia Wasikowska (* 1989)

- Wāsil ibn ʿAtā', islamischer Prediger und Theologe
- Wasilewska, Eugenia (* 1922), Zeitzeugin der Deportationen nach Kasachstan
- Wasilewska, Wanda (1905–1964), polnische und sowjetische Politikerin und Schriftstellerin
- Wasilewski, Andrzej (* 1939), polnischer Rechtswissenschaftler
- Wasilewski, Audrey (* 1967), US-amerikanische Schauspielerin und Synchronsprecherin
- Wasilewski, Leon (1870–1936), polnischer Politiker (PPS)
- Wasilewski, Marcin (* 1975), polnischer Jazzmusiker
- Wasilewski, Marcin (* 1980), polnischer Fußballspieler
- Wasilewski, Stanisław (1907–1990), polnischer Radsportler
- Wasilkowski, Grzegorz Włodzimierz (* 1952), polnischer Informatiker und Hochschullehrer
- Wasim, Imad (* 1988), pakistanischer Cricketspieler
- Wasim, Mohammad (* 2001), pakistanischer Cricketspieler
- Wasin Thongsong (* 1990), thailändischer Fußballspieler
- Wasinger, Matthias (* 1980), österreichischer Publizist und Soldat
- Wasinski, Martin (* 2004), belgischer Fußballspieler
- Wasira, Stephen (* 1945), tansanischer Politiker
- Wasiti, Yahya ibn Mahmud al-, Künstler
- Wasitodiningrat, K. R. T. (1909–2007), indonesischer Gamelanmusiker

### Wasj
- Wasjulin, Wiktor Alexejewitsch (1932–2012), russischer Philosoph
- Wasjutin, Wladimir Wladimirowitsch (1952–2002), sowjetischer Kosmonaut, Pilot

### Wask
- Waske, Alexander (* 1975), deutscher TennisspielerAlexander Waske (* 1975)

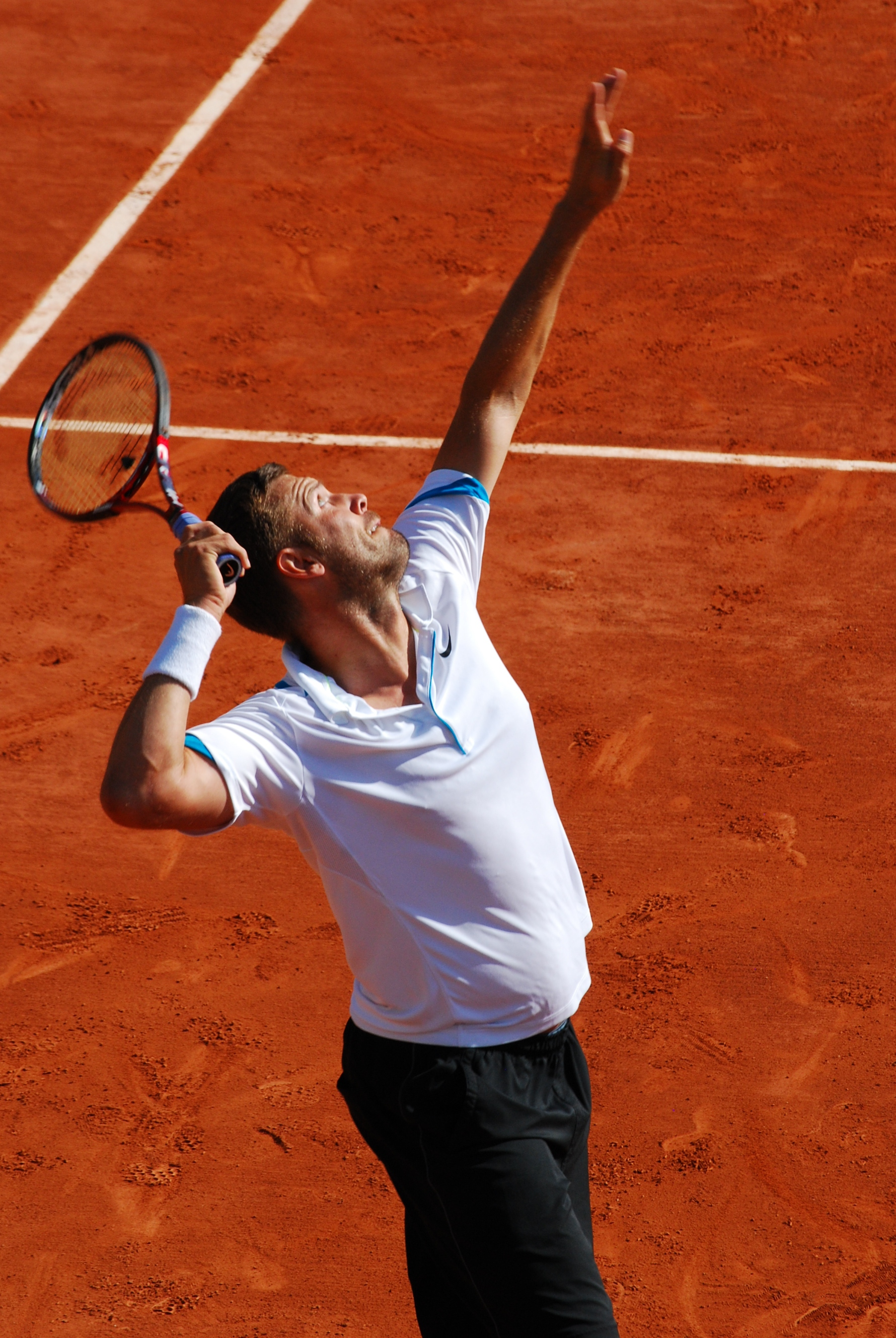
Alexander Waske (* 1975)

- Waske, Erich (1889–1978), deutscher Maler
- Waske, Felix (* 1942), österreichischer Maler, Zeichner und Fotograf
- Waske, Mathias (1944–2017), deutscher Maler
- Waskey, Frank Hinman (1875–1964), US-amerikanischer Politiker
- Waśkiewicz, Stanisław (1947–2012), polnischer Mittelstreckenläufer
- Waskin, Wladimir Saweljewitsch (* 1941), sowjetisch-russischer Bildhauer und Hochschullehrer kalmückischer Herkunft
- Wasko, Joseph (* 1931), französischer Radrennfahrer
- Wasko, Mike (* 1964), US-amerikanischer Bobsportler
- Waśko, Piotr (1961–2023), polnischer Politiker (Platforma Obywatelska), Mitglied des Sejm
- Waśko, Ryszard (* 1948), polnischer Multimediakünstler, Fotograf, Filmemacher, Maler und Kurator
- Waskom, Joe (* 2001), US-amerikanischer Mittel- und Langstreckenläufer
- Waskönig, Peter (1932–2017), deutscher Unternehmer und Förderer von Forschung und Wissenschaft
- Waskouskaja, Iryna (* 1991), belarussische Dreispringerin
- Waskow, Arthur (* 1933), US-amerikanischer Rabbiner
- Waskow, Dieter (* 1957), deutscher Wasserspringer
- Waskow, Matthias (* 1968), deutscher Jurist und Richter am Bundesarbeitsgericht
- Waskow, Thomas C. (* 1947), US-amerikanischer Offizier, Generalleutnant der US Air Force
- Waśkowski, Antoni (1885–1966), polnischer Schriftsteller und Maler
- Waskul, Andrij (* 1999), ukrainischer Skispringer

### Wasl
- Waslberger, Siegfried (1925–1978), österreichischer Zirkusartist
- Wasle, Ann-Kathrin (* 1987), deutsche Schriftstellerin
- Wasle, Carina (* 1984), österreichische Triathletin
- Wasley, Michael (* 1990), englischer Snookerspieler

### Wasm
- Wasmann, Erich (1859–1931), österreichischer Jesuit und Entomologe
- Wasmann, Friedrich (1805–1886), deutscher Maler des Biedermeier
- Wasmeier, Markus (* 1963), deutscher SkirennläuferMarkus Wasmeier (* 1963)

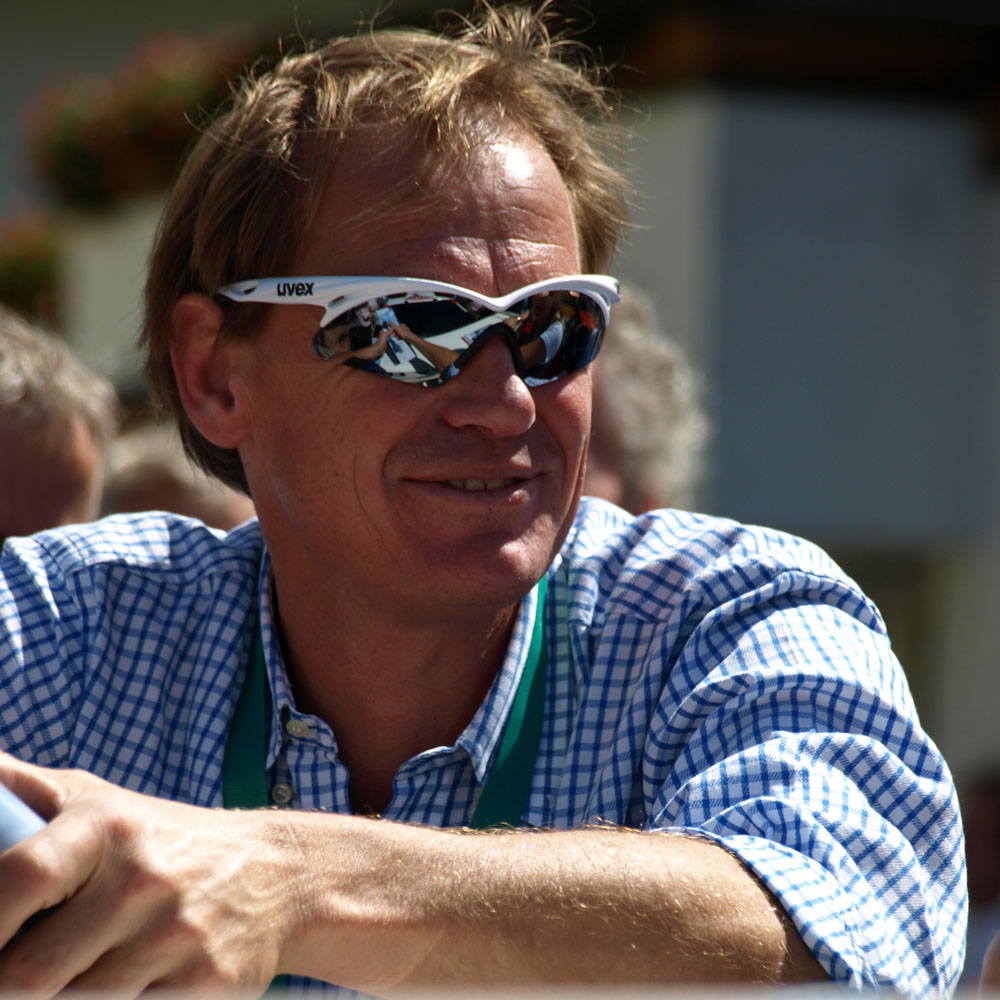
Markus Wasmeier (* 1963)

- Wasmeier, Peter, deutscher Geodät und Hochschullehrer
- Wasmer, Albert (1917–1988), deutscher Lokalpolitiker
- Wasmer, Conrad (1627–1705), deutscher Jurist
- Wasmer, Eduard von (1836–1902), preußischer Generalmajor
- Wasmer, Johann Jacob von (1671–1747), königlich-dänischer Vizekanzler
- Wasmer, Josef (1902–1934), deutscher Politiker (NSDAP), MdR und SA-Führer
- Wasmeyer, Brigitte Johanna (* 1943), österreichische Malerin, Grafikerin, Textilkünstlerin und Autorin
- Wasmod van Kemme, Braunschweiger Ratsherr, Kaufmann und Stifter der Annenkapelle
- Wasmosy, Juan Carlos (* 1938), paraguayischer Politiker, Unternehmer und Staatspräsident von ParaguayJuan Carlos Wasmosy (* 1938)
- Wasmuht, Corinne (* 1964), deutsche Malerin

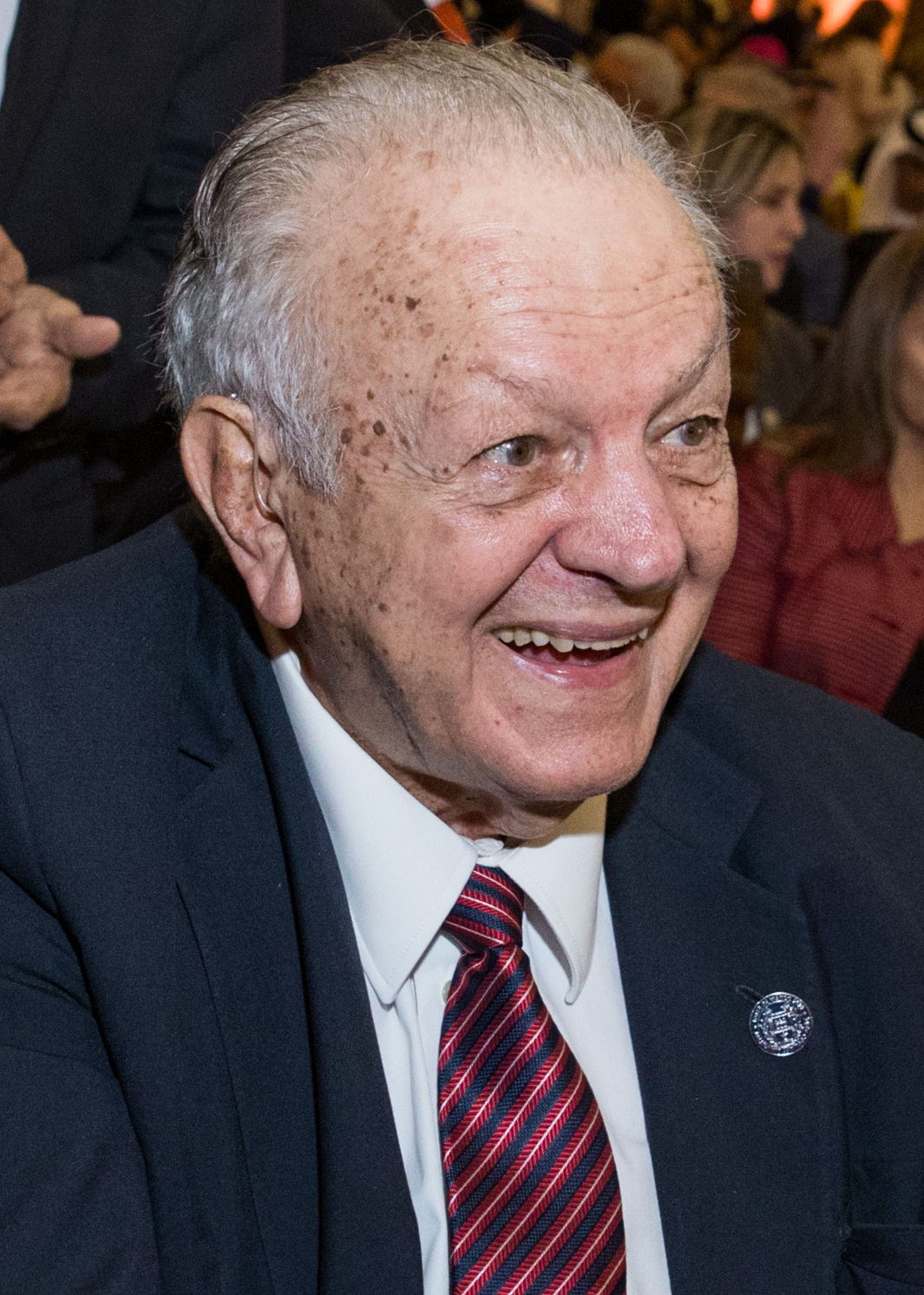
Juan Carlos Wasmosy (* 1938)

- Wasmuht, Marie-Charlotte (1906–1981), deutsche Politikerin (CDU), MdL
- Wasmund, Erich (1902–1945), deutscher Geologe
- Wasmund, Peter (1586–1632), deutscher Jurist und Hochschullehrer
- Wasmuß, Heinrich (1865–1943), deutscher Landwirt, Mitglied des Provinziallandtages der Provinz Hessen-Nassau
- Wasmuth, Friedrich (1882–1967), deutscher evangelischer Pfarrer
- Wasmuth, Jan-Jürgen (* 1938), deutscher Komponist und Kirchenmusiker
- Wasmuth, Jennifer (* 1969), deutsche evangelische Theologin
- Wasmuth, Johann Georg (1658–1688), evangelisch-lutherischer Philosoph und Hochschullehrer
- Wasmuth, Johannes (1904–1999), deutscher Politiker (CDU), MdL
- Wasmuth, Johannes (1936–1997), deutscher Galerist
- Wasmuth, Matthias (1625–1688), deutscher Orientalist und Theologe
- Wasmuth, Merle (* 1988), deutsche Schauspielerin
- Wasmuth, Volker (* 1959), deutscher Journalist, ehemaliger Chefredakteur des Nachrichtensenders n-tv

### Wasn
- Wasna, Maria (1930–2019), deutsche Psychologin, Hochschullehrerin, Rektorin der Westfälischen Wilhelms-Universität Münster
- Wasner, Arthur (1887–1939), deutscher Maler
- Wasner, Franz (1905–1992), künstlerischer Leiter der Trapp Family Singers und Missionar
- Wasner, Manfred (* 1963), deutscher Fußballspieler
- Wasner, Otto (1857–1919), württembergischer Landtagsabgeordneter
- Wasnetsky, Ursula (1931–2009), deutsche Schachspielerin
- Wasnezow, Apollinari Michailowitsch (1856–1933), russischer Maler
- Wasnezow, Juri Alexejewitsch (1900–1973), russischer Künstler
- Wasnezow, Wiktor Michailowitsch (1848–1926), russischer MalerWiktor Michailowitsch Wasnezow (1848–1926)

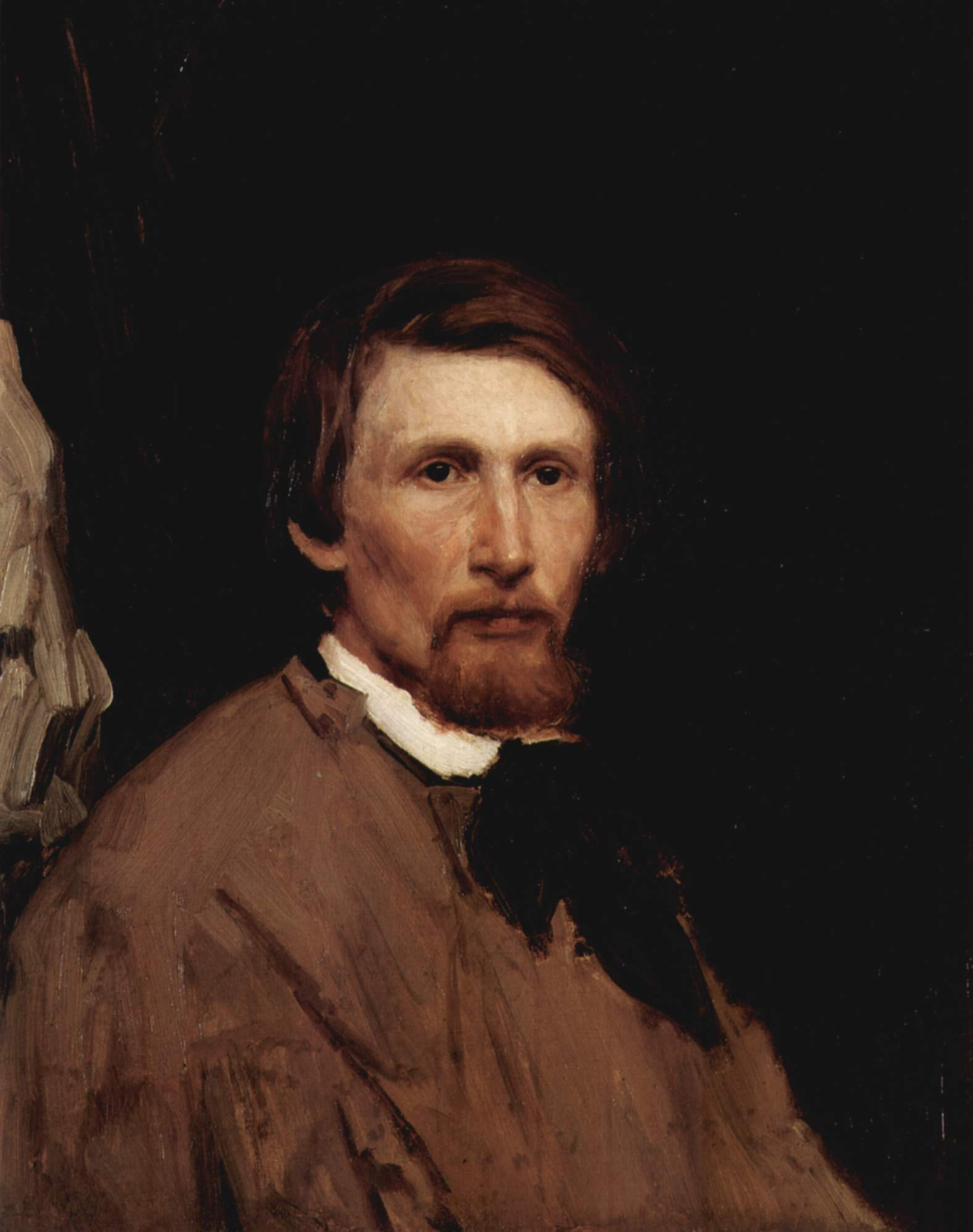
Wiktor Michailowitsch Wasnezow (1848–1926)

- Wasnie, Nick (1903–1991), kanadischer Eishockeyspieler

### Waso
- Wason, Cathcart (1848–1921), schottischer und neuseeländischer Politiker
- Wason, Edward Hills (1865–1941), US-amerikanischer Politiker
- Wason, Peter (1924–2003), englischer Denkpsychologe
- Wasow, Boris (1873–1957), bulgarischer Politiker
- Wasow, Georgi (1860–1934), bulgarischer Offizier
- Wasow, Iwan (1850–1921), bulgarischer Historiker und Schriftsteller
- Wasow, Katrin (* 1967), deutsche Schauspielerin und Hörspielsprecherin
- Wasow, Wladimir (1868–1945), bulgarischer Offizier und Politiker
- Wasow, Wolfgang (1909–1993), amerikanischer Mathematiker

### Wasp
- Wäspi, Otto (1904–1959), Schweizer Zeichner und Illustrator

### Wass
- Wass, Albert (1908–1998), ungarischer Schriftsteller und DichterAlbert Wass (1908–1998)

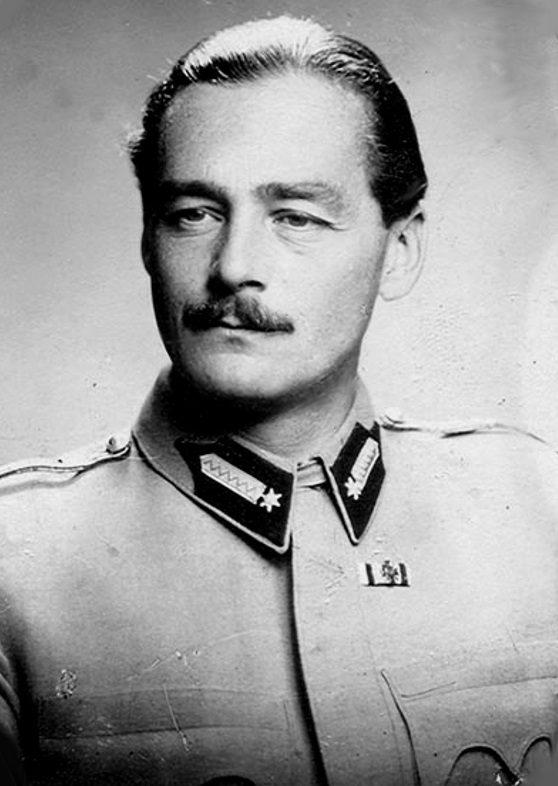
Albert Wass (1908–1998)

- Wass, Daniel (* 1989), dänischer Fußballspieler
- Wass, Lennart (* 1953), schwedischer Fußballtrainer
- Wass, Ted (* 1952), US-amerikanischer Schauspieler und Regisseur

#### Wassa
- Wassa, Babrak (* 1947), deutscher Komponist, Dirigent und Chorleiter
- Wassand, Alan de, englischer Geistlicher und Richter

#### Wassb
- Wassberg, Greta (1904–1996), schwedische Sängerin
- Wassberg, Thomas (* 1956), schwedischer Skilangläufer

#### Wasse
- Wasse, Arthur (1854–1930), britisch-deutscher Maler
- Wasse, Ralf-Rainer (1942–2017), deutscher Fotograf und Fotografiker
- Wässelius, Jeanette (1784–1853), schwedische Opernsängerin und Schauspielerin
- Wassell, James L. (1913–2008), US-amerikanischer Filmtechniker
- Wassen, Christina (* 1999), deutsche Wasserspringerin
- Wassen, Elena (* 2000), deutsche Wasserspringerin
- Wassén, Folke (1918–1969), schwedischer Segler
- Wassén, Magnus (1920–2014), schwedischer Segler
- Wassen, Rogier (* 1976), niederländischer TennisspielerRogier Wassen (* 1976)

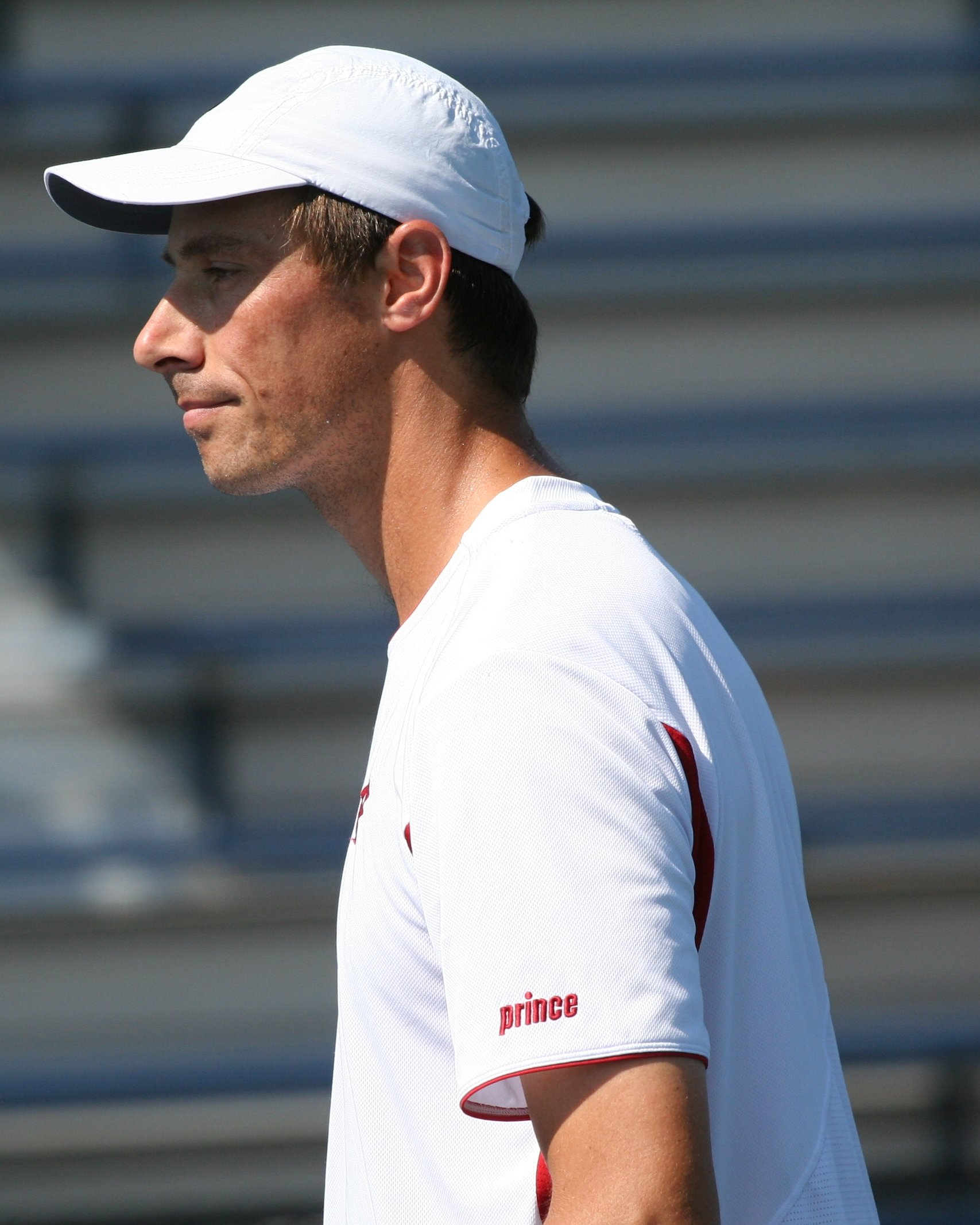
Rogier Wassen (* 1976)

- Wassenaer Obdam, Jacob van (1610–1665), niederländischer Admiral
- Wassenaer, Unico Wilhelm van (1692–1766), niederländischer Adliger, Diplomat und Komponist
- Wassenberch, Johann (* 1454), deutscher Geistlicher und Chronist
- Wassenberg, Frank (* 1966), niederländischer Politiker und Tierschützer
- Wassenbergh, Abraham (1897–1992), niederländischer Kunsthistoriker
- Wassenbergh, Elisabeth Geertruida (1729–1781), niederländische Genremalerin
- Wassenegger, Carl (1862–1931), deutscher Karikaturist, Zeichner und Maler
- Wassenhove, Joos van, flämischer Maler
- Wasser, Charlotte (1914–2001), deutsche Publizistin und Literaturpropagandistin
- Wasser, Ed (* 1964), US-amerikanischer Schauspieler
- Wasser, Edgar (* 1990), deutscher Rapper
- Wasser, Hartmut (1937–2024), deutscher Politikwissenschafter und Amerikanist
- Waßer, Heiko (* 1957), deutscher Sportjournalist und KommentatorHeiko Waßer (* 1957)

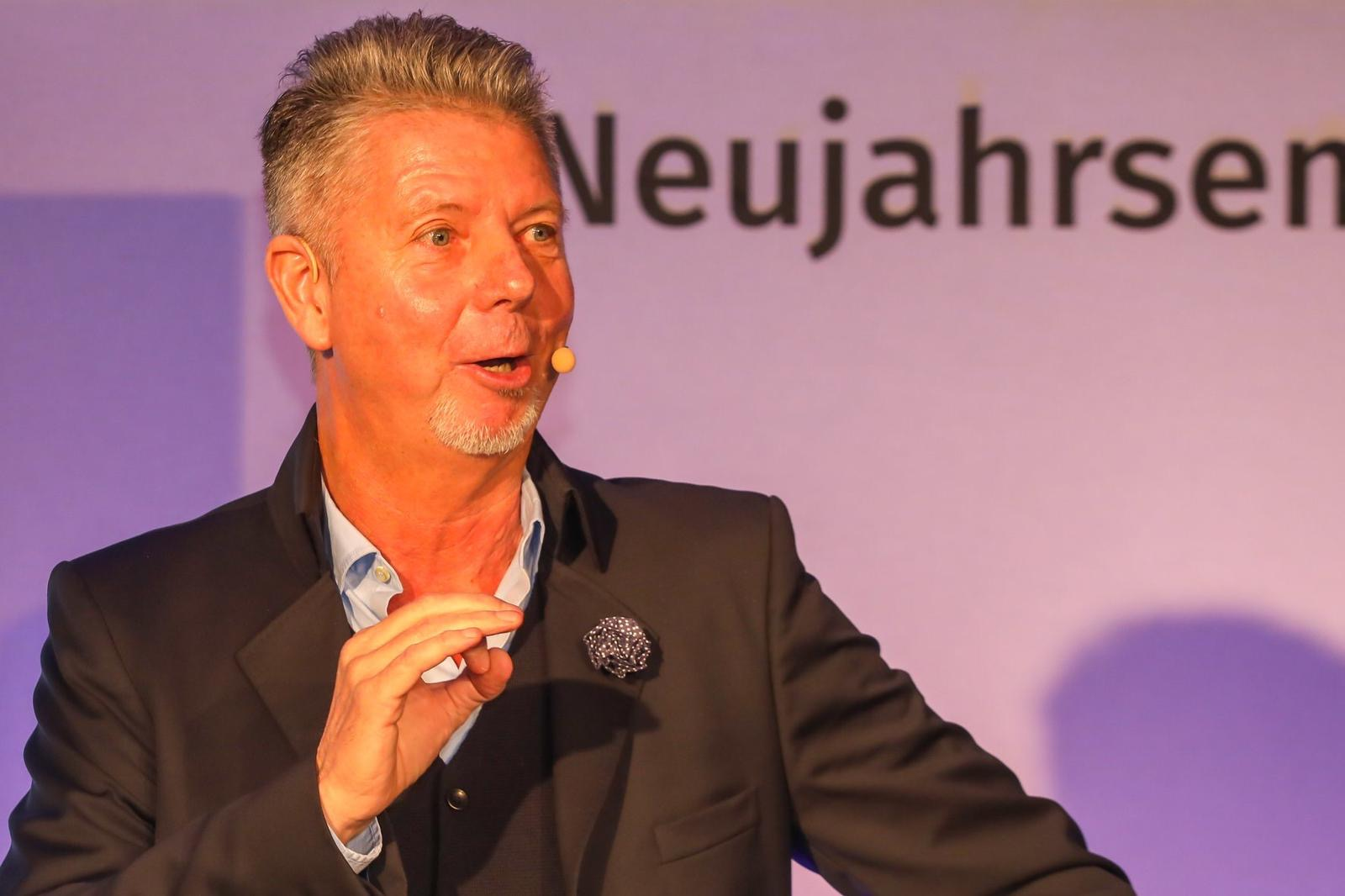
Heiko Waßer (* 1957)

- Wasser, Markus (* 1968), Schweizer Bobfahrer
- Wasser, Nikolaus (1906–1973), deutscher Kommunist und Widerstandskämpfer
- Waßer, Theodor (1875–1952), deutscher Architekt
- Waßer, Ursula (* 1966), deutsche Juristin und Richterin am Bundessozialgericht
- Wasser, Yanick (* 2004), Schweizer Skispringer
- Wasserbauer, Zdenek (* 1966), tschechischer Geistlicher, römisch-katholischer Weihbischof in Prag
- Wasserberg, Günter (1930–2021), deutscher Diplomat
- Wasserburg, Andreas († 1853), deutscher Lehrer, Rechtsbeistand und Schriftsteller
- Wasserburg, Dionis (1813–1885), deutscher Lithograf
- Wasserburg, Gerald Joseph (1927–2016), US-amerikanischer Geologe, Geophysiker und Geochemiker
- Wasserburg, Philipp (1827–1897), katholischer Schriftsteller und Publizist, Hessischer Landtagsabgeordneter
- Wasserburg, Robert (1877–1953), deutscher Karnevalsdichter
- Wasserburger, Josef (1788–1857), Metzger und Volksmusiker
- Wasserburger, Lina (1831–1901), österreichische Schauspielerin und Schriftstellerin
- Wasserburger, Patritius (1700–1769), böhmisch-österreichischer Ordensmann und Autor
- Wasserburger, Paul (1824–1903), österreichischer Steinmetz, Baumeister und Architekt
- Wasserburger, Paula von (1865–1945), österreichische Schriftstellerin, Schauspielerin und Malerin
- Wasserfall, Anton von (1803–1871), österreichischer Advokat und Politiker
- Wasserfall, Friedrich August Peter (1793–1838), deutscher Archivar und Bibliothekar
- Wasserfall, Kurt (* 1952), deutscher Kinder- und Jugendbuchautor
- Wasserfallen, Christian (* 1981), Schweizer Politiker
- Wasserfallen, Flavia (* 1979), Schweizer Politikerin (SP)Flavia Wasserfallen (* 1979)

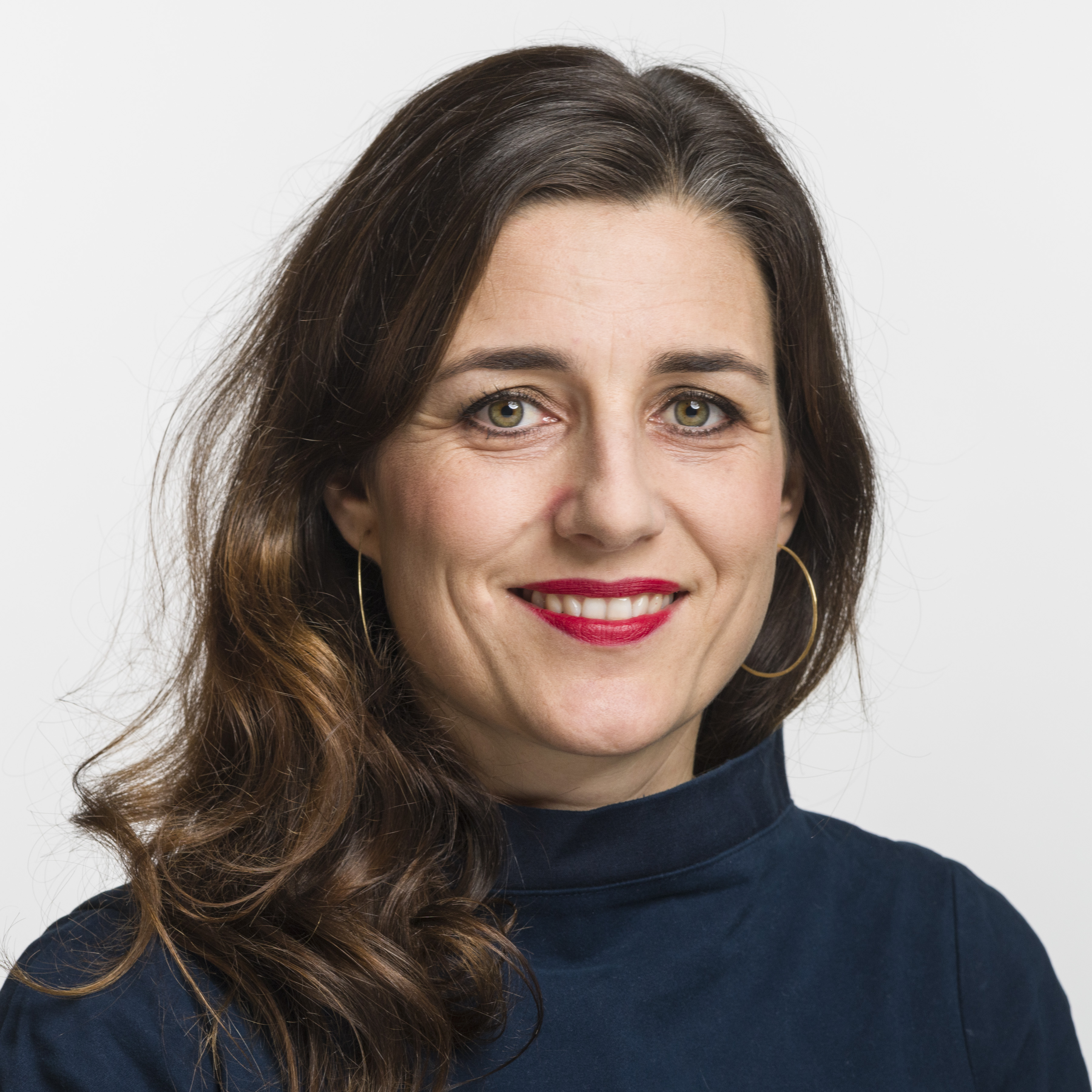
Flavia Wasserfallen (* 1979)

- Wasserfallen, Kurt (1947–2006), Schweizer Politiker (FDP)
- Wasserfallen-Rougemont, Liliane († 2014), Schweizer Jazzmusikerin (Klavier)
- Wasserfaller, Jonna (* 1994), schwedische Volleyballspielerin
- Wasserfuhr, August Ferdinand (1787–1867), preußischer Militärarzt
- Wasserfuhr, Gerald (* 1957), deutscher Musiker und Musikpädagoge
- Wasserfuhr, Hermann (1823–1897), deutscher Mediziner
- Wasserfuhr, Julian (* 1987), deutscher Jazztrompeter und Flügelhornist
- Wasserfuhr, Roman (* 1985), deutscher Jazzpianist und Arrangeur
- Wasserhövel, Kajo (* 1962), deutscher Politiker (SPD)
- Wasserleonburg, Anna Neumann von (1535–1623), Herrin von MurauAnna Neumann von Wasserleonburg (1535–1623)

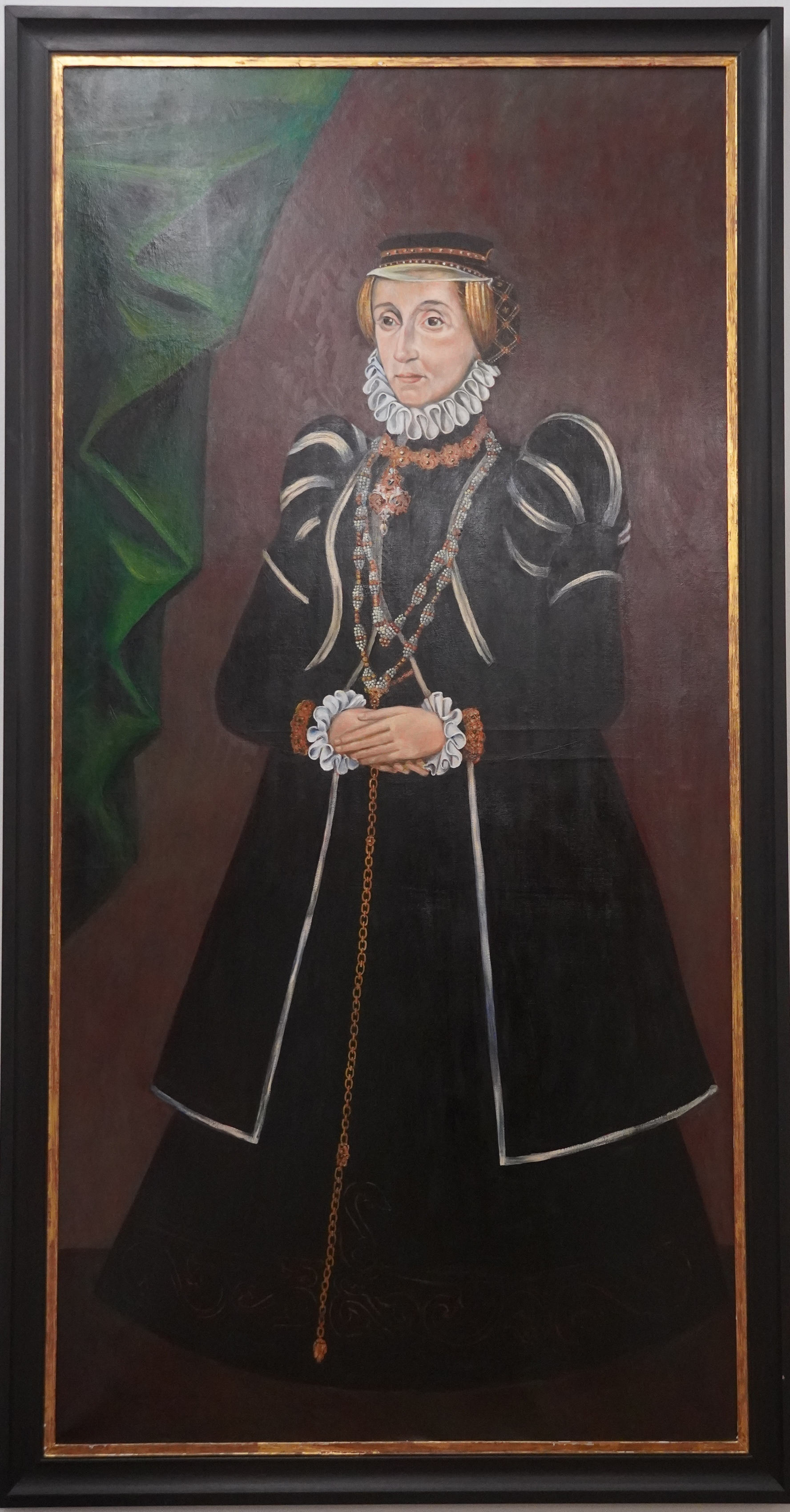
Anna Neumann von Wasserleonburg (1535–1623)

- Wäßerling, Hans Georg (* 1925), deutscher Hochfrequenztechniker
- Wassermair, Sarah (* 1988), österreichische Drehbuchautorin
- Wasserman Schultz, Debbie (* 1966), amerikanische Politikerin der Demokratischen Partei
- Wasserman, Dale (1914–2008), US-amerikanischer Schriftsteller
- Wasserman, Eddie (1923–1992), US-amerikanischer Jazz-Saxophonist und Klarinettist
- Wasserman, Edel (* 1932), US-amerikanischer Chemiker
- Wasserman, Gordon Wasserman, Baron (* 1938), britisch-kanadischer Politiker, Wirtschaftswissenschaftler, Hochschullehrer und Manager
- Wasserman, James (1948–2020), US-amerikanischer Autor, Verleger, Herausgeber und Thelemit
- Wasserman, Jerry (* 1945), US-amerikanischer Schauspieler
- Wasserman, Lew (1913–2002), US-amerikanischer FilmschaffenderLew Wasserman (1913–2002)

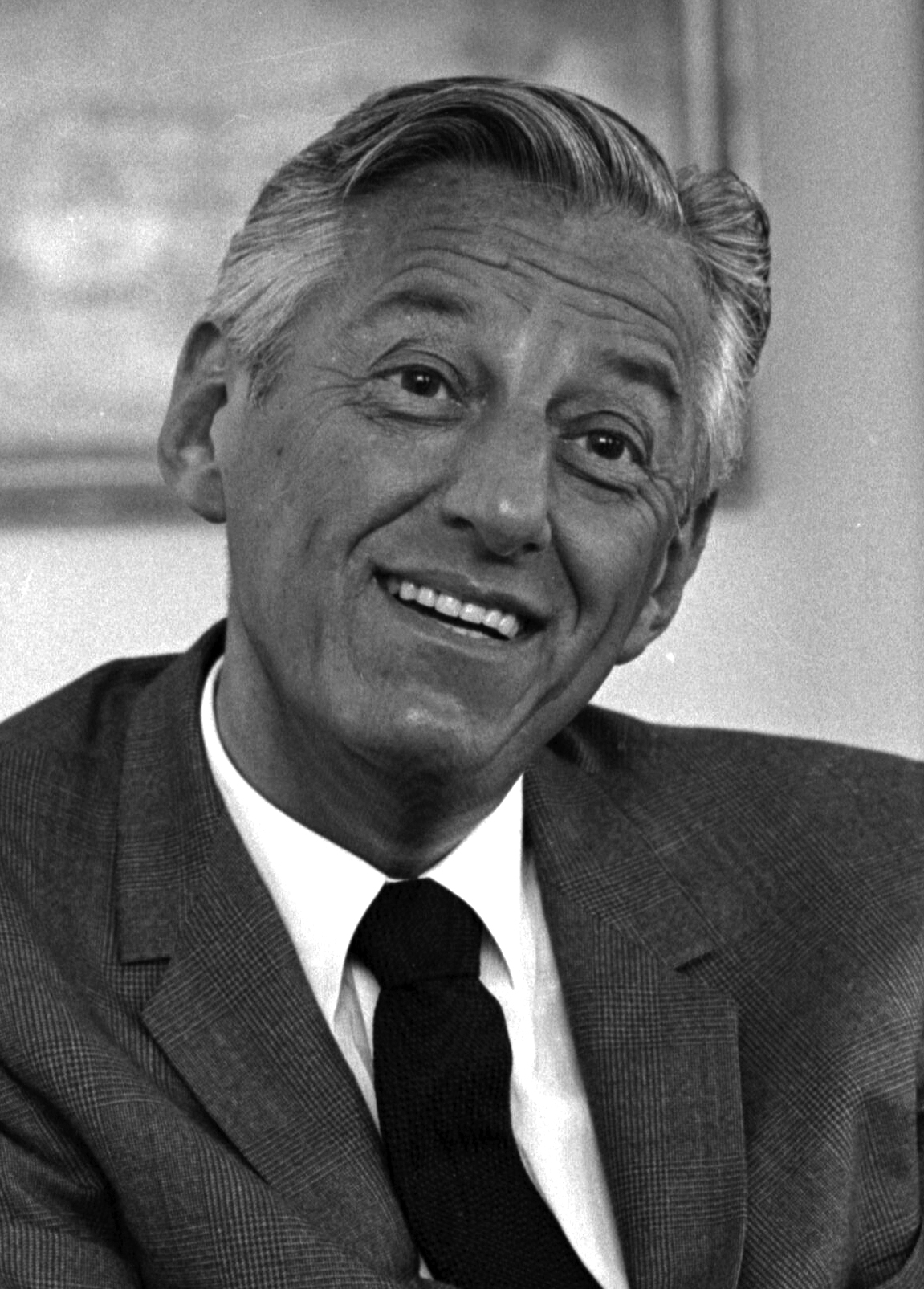
Lew Wasserman (1913–2002)

- Wasserman, Rob (1952–2016), US-amerikanischer Bassist
- Wasserman, Robin (* 1978), US-amerikanische Fantasy-Autorin
- Wasserman, Sandra (* 1970), belgische Tennisspielerin
- Wassermann, Albert (1901–1971), österreichischer Chemiker
- Wassermann, August von (1866–1925), deutscher Immunologe und Bakteriologe
- Wassermann, Beate (1947–2018), deutsche Malerin und Glaskünstlerin
- Wassermann, Christine (* 1964), deutsche Künstlerin
- Wassermann, Eberhard (1937–2020), deutscher Physiker und Wissenschaftsjournalist
- Wassermann, Franz (* 1963), österreichischer Bildhauer
- Wassermann, Friedrich (1884–1969), US-amerikanischer Anatom und Histologe
- Wassermann, Hans (* 1953), deutscher Speedway- und Langbahn-Rennfahrer
- Wassermann, Heinrich Joseph (1791–1838), deutsch-schweizerischer Geiger, Komponist und Dirigent
- Wassermann, Heinz (1939–2022), deutscher Fußballspieler
- Wassermann, Henning (1949–2013), deutscher Jurist und Richter am Bundesgerichtshof (2000–2007)
- Wassermann, Jakob (1873–1934), deutscher SchriftstellerJakob Wassermann (1873–1934)

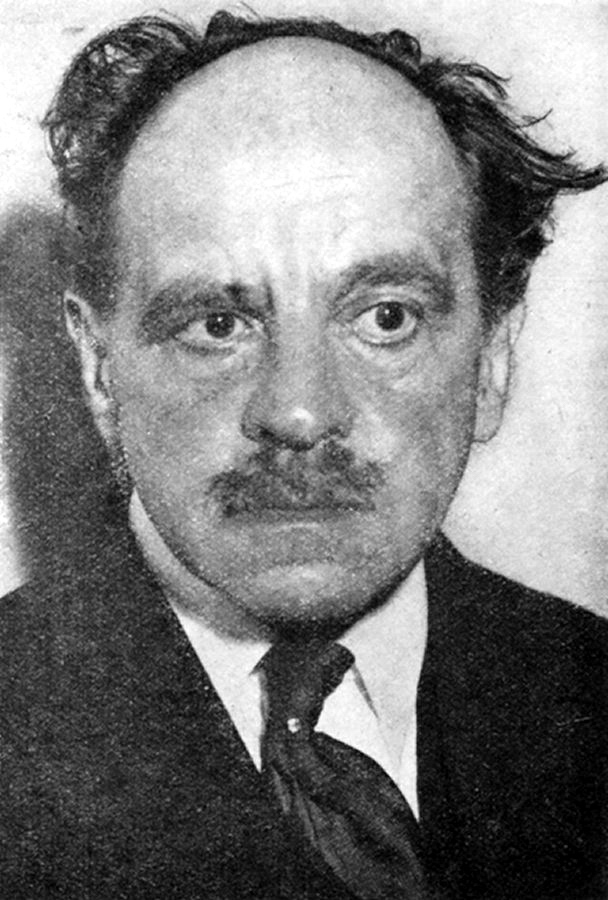
Jakob Wassermann (1873–1934)

- Wassermann, Josef (* 1967), deutscher Eishockeyspieler
- Wassermann, Julian, deutscher DJ und Musikproduzent
- Wassermann, Klaus (1947–2016), deutscher Bauingenieur und Bauinformatiker
- Wassermann, Ludwig (1885–1941), deutscher Unternehmer
- Wassermann, Martin (1871–1953), deutscher Reichsgerichtsrat
- Wassermann, Moses (1811–1892), deutscher Rabbiner und Kirchenrat
- Wassermann, Oscar (1869–1934), deutscher Bankier
- Wassermann, Otmar (* 1934), deutscher Toxikologe
- Wassermann, Paul Ernst Reinhold (1901–1980), deutscher Volkswirtschaftler und Politiker (SAP)
- Wassermann, Paul Franz (1887–1941), deutscher Unternehmer
- Wassermann, PJ (* 1951), Schweizer Musiker und Programmierer
- Wassermann, Richard (1898–1981), deutscher Widerstandskämpfer, Politiker (SPD), Bürgermeister und Kreistagsabgeordneter
- Wassermann, Rudolf (1925–2008), deutscher Jurist
- Wassermann, Sabine (1965–2017), deutsche Schriftstellerin
- Wassermann, Sandra (* 1984), österreichische Politikerin (FPÖ), Abgeordnete zum Nationalrat
- Wassermann, Sigmund (1889–1958), deutscher Jurist und Bankier
- Wassermann, Ute (* 1960), deutsche Vokalistin, Komponistin und Klangkünstlerin
- Wassermann, Walter (1883–1944), deutscher Schauspieler und Drehbuchautor
- Wassermann, Zbigniew (1949–2010), polnischer Jurist, Staatsanwalt und Politiker, Mitglied des Sejm
- Wassermeyer, Franz (* 1940), deutscher Jurist
- Wasserrab, Karl (1851–1916), deutscher Wirtschaftswissenschaftler und Sozialreformer
- Wasserscheid, Eli (* 1978), deutsche SchauspielerinEli Wasserscheid (* 1978)

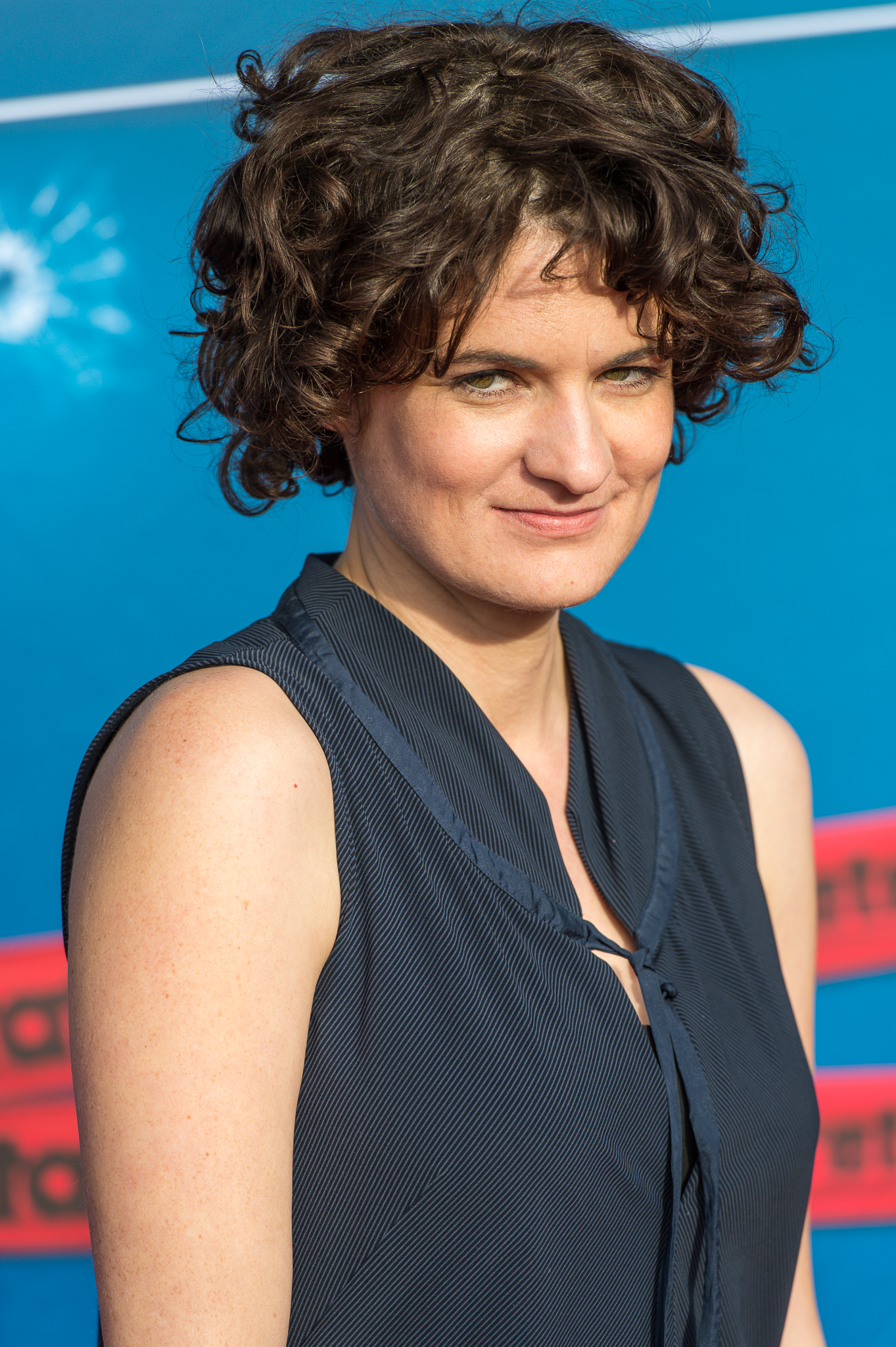
Eli Wasserscheid (* 1978)

- Wasserscheid, Peter (* 1970), deutscher Chemiker
- Wasserschlebe, Joachim (1709–1787), deutscher Verwaltungsjurist in dänischen Diensten und Kunstsammler
- Wasserschleben, Hermann (1812–1893), deutscher Rechtshistoriker und Politiker
- Wasserschleben, Ludwig von (1798–1867), preußischer General der Infanterie
- Wasserstein, Bruce (1947–2009), US-amerikanischer Investmentbanker
- Wasserstein, Wendy (1950–2006), US-amerikanische Dramatikerin und Drehbuchautorin
- Wasserstelz, Johann Heggenzer von († 1512), Großprior
- Wasserstelz, Melchior Johann Heggenzer von (1508–1587), Vogt und Kaiserlicher Rat
- Wasserthal, Joachim (* 1954), deutscher Industrie- und Werbefotograf und Fotokünstler
- Wasserthal, Lars (* 1980), deutscher Schauspieler, Sprecher, Autor, Regisseur, Zirkusdirektor und Produzent
- Wassertheurer, Christiane (* 1972), österreichische Fernsehmoderatorin und Autorin
- Wassertrilling, Hermann († 1887), Rabbiner und Judaist
- Wasservogel, Walter (1912–1986), österreichischer Musiker, Komponist und Arrangeur
- Wasserzieher, Ernst (1860–1927), deutscher Etymologe und Lexikograf
- Wasserziehr, Patrick (* 1966), deutscher Fernsehmoderator, Sportjournalist und Kommentator
- Wasserzug, Gertrud (1894–1992), deutsche evangelikale Theologin, Autorin und Gründerin Bibelschule BeatenbergGertrud Wasserzug (1894–1992)

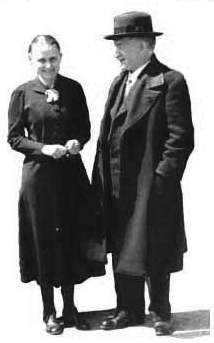
Gertrud Wasserzug (1894–1992)

- Wasserzug, Moses, polnisch-preußischer Chasan und Schächter
- Wassew, Slawtscho (1906–1990), bulgarischer Journalist und Schriftsteller
- Wassewa, Liljana (* 1955), bulgarische Ruderin
- Wassey, Massih (* 1988), deutsch-kanadischer Fußballspieler

#### Wassh
- Wasshuber, Gerald (* 1976), österreichischer Basketballtrainer und -spieler

#### Wassi
- Wassi, Dominique (* 1989), kamerunischer Fußballspieler
- Wassikowa, Lidija Petrowna (1927–2012), sowjetische bzw. russische Linguistin und Hochschullehrerin
- Wassil (1931–1989), brasilianischer Fußballspieler
- Wassilenko, Dmitri Andrejewitsch (1975–2019), russischer Gerätturner und Olympiasieger
- Wassilenko, Sergei Nikiforowitsch (1872–1956), russischer Komponist und Dirigent
- Wassileuskaja, Maryna (* 1990), belarussische KosmonautinMaryna Wassileuskaja (* 1990)

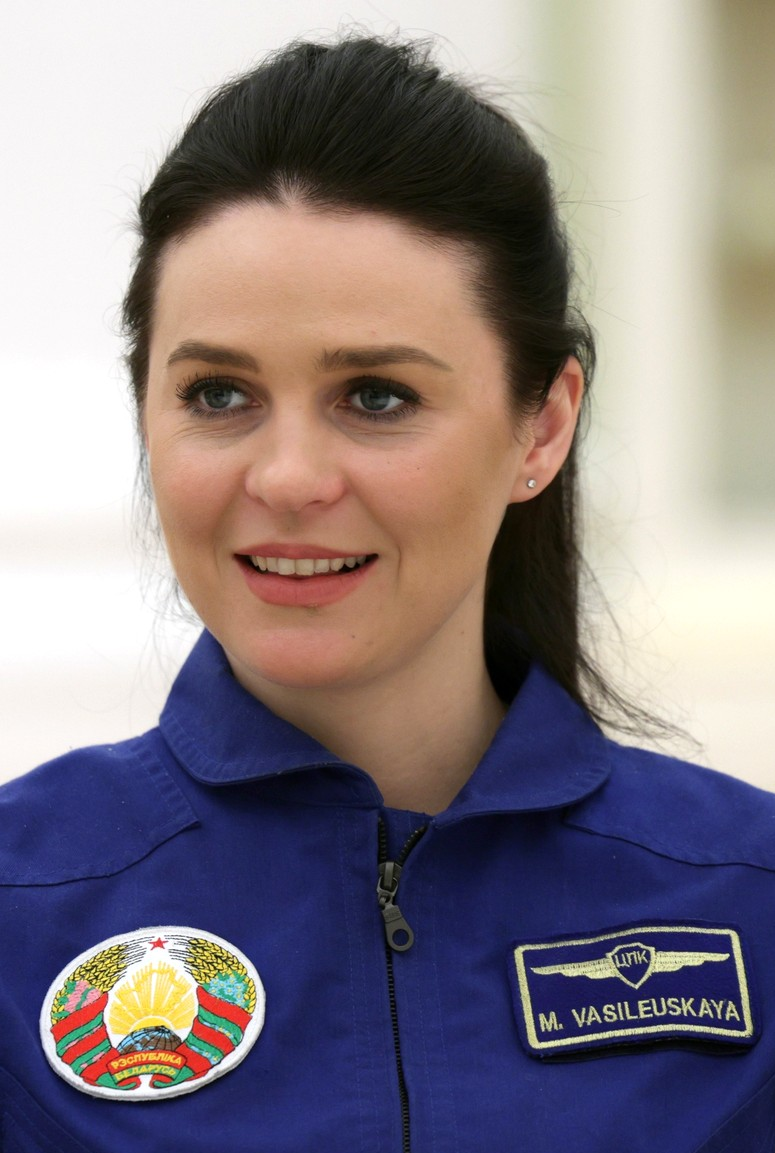
Maryna Wassileuskaja (* 1990)

- Wassileuski, Aljaksandr (* 1992), belarussischer Sprinter
- Wassileuski, Andrej (* 1991), belarussischer Tennisspieler
- Wassilew, Aleksandar (* 1994), bulgarischer Eishockeyspieler
- Wassilew, Alex (* 1995), bulgarischer Mittelstreckenläufer
- Wassilew, Assen (* 1977), bulgarischer Politiker
- Wassilew, Georgi (* 1946), bulgarischer Fußballspieler und -trainer
- Wassilew, Ilijan (* 1956), bulgarischer Diplomat, Autor und politischer Blogger
- Wassilew, Kiril (* 1985), bulgarischer Biathlet
- Wassilew, Konstantin (* 2003), bulgarischer Biathlet
- Wassilew, Krassimir (* 1974), bulgarischer Radrennfahrer
- Wassilew, Ljuben (1911–1971), bulgarischer Jurist
- Wassilew, Marin (1867–1931), bulgarischer Bildhauer und Hochschullehrer
- Wassilew, Miroslaw (* 2000), bulgarischer Eishockeyspieler
- Wassilew, Orlin (1904–1977), bulgarischer Schriftsteller
- Wassilew, Rajtscho (* 1975), bulgarischer Stuntman und Schauspieler
- Wassilew, Walentin (* 1998), bulgarischer E-Sportler
- Wassilew, Wassili (* 1981), bulgarischer Eishockeyspieler
- Wassilew, Zwetan, bulgarischer Multimillionär, Mehrheitseigentümer der Corporate Commercial Bank AD
- Wassilewa, Antoaneta (* 1960), bulgarische Wirtschaftswissenschaftlerin
- Wassilewa, Nadeschda (* 1937), bulgarische Skilangläuferin
- Wassilewa, Swetla (* 1964), bulgarische Publizistin
- Wassilewitsch, Glafira Makarjewna (1895–1971), russisch-sowjetische Linguistin, Tungusologin und Hochschullehrerin
- Wassilewitsch, Tatjana Petrowna (* 1977), ukrainisch-russische Schachspielerin
- Wassilewskaja, Lidija Konstaninowna (* 1973), russische Marathonläuferin
- Wassilewski, Alexander Michailowitsch (1895–1977), sowjetischer Marschall und VerteidigungsministerAlexander Michailowitsch Wassilewski (1895–1977)

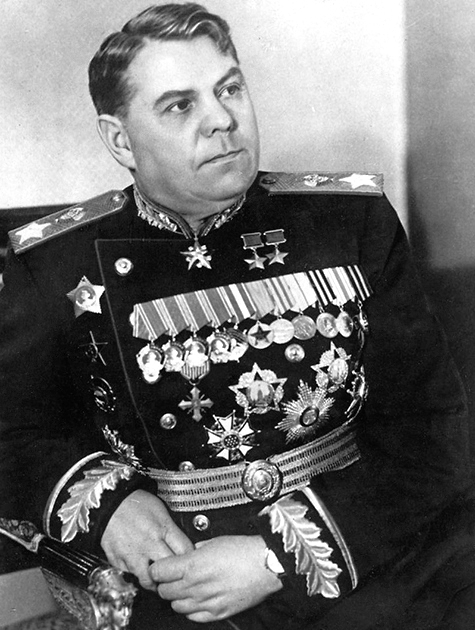
Alexander Michailowitsch Wassilewski (1895–1977)

- Wassilewski, Alexei Andrejewitsch (* 1993), russischer Eishockeyspieler
- Wassilewski, Andrei Andrejewitsch (* 1994), russischer Eishockeytorwart
- Wassili I. (1371–1425), Großfürst von Wladimir und Moskau
- Wassili II. (1415–1462), Großfürst von Moskau
- Wassili III. (1479–1533), Großfürst von Moskau (1505–1533)
- Wassili IV. (1552–1612), russischer Zar (1606–1610)
- Wassili Jaroslawitsch (1241–1276), russischer Großfürst von Wladimir aus dem Geschlecht der Rurikiden
- Wassili Wassiljewitsch Dawydow (1930–1998), sowjetischer Pädagogischer Psychologe
- Wassiliadis, Paul (* 1962), deutscher Kunstmaler und Zeichner
- Wassilieff, Nikolaus (1857–1920), russischer politischer Flüchtling
- Wassiliew, Iwan (* 1955), bulgarischer Radrennfahrer
- Wassiljew, Alexander Igorewitsch (* 1989), russischer Eishockeyspieler
- Wassiljew, Alexander Nikolajewitsch (* 1982), russischer Politiker und Funktionär
- Wassiljew, Alexei (* 1980), russischer Badmintonspieler
- Wassiljew, Alexei Igorewitsch (* 1972), russischer Automobilrennfahrer
- Wassiljew, Alexei Iwanowitsch (1742–1807), russischer Staatsbeamter, Politiker und Finanzminister
- Wassiljew, Alexei Michailowitsch (* 1939), sowjetischer und russischer Wissenschaftler, Arabist und Afrikanist
- Wassiljew, Alexei Sergejewitsch (* 1977), russischer Eishockeyspieler
- Wassiljew, Alexei Tichonowitsch (1869–1928), russischer Jurist und Polizeibeamter; letzter Ochrana-Chef
- Wassiljew, Andrei Alexandrowitsch (* 1962), sowjetisch-russischer Ruderer
- Wassiljew, Boris Alexejewitsch (1937–2000), sowjetischer Radrennfahrer
- Wassiljew, Boris Lwowitsch (1924–2013), sowjetischer Schriftsteller
- Wassiljew, Danil (* 2004), kasachischer Skispringer
- Wassiljew, Dmitri Alexejewitsch (* 2004), russischer Fußballspieler
- Wassiljew, Dmitri Wiktorowitsch (* 1979), russischer Skispringer
- Wassiljew, Dmitri Wladimirowitsch (* 1962), sowjetischer Biathlet
- Wassiljew, Fjodor, russischer Vater vielfacher Mehrlinge
- Wassiljew, Fjodor Alexandrowitsch (1850–1873), russischer Maler
- Wassiljew, Gennadi Georgijewitsch (1940–2011), -sowjetisch-russischer Bildhauer
- Wassiljew, Gennadi Leonidowitsch (1940–1999), sowjetisch-russischer Filmregisseur und Drehbuchautor
- Wassiljew, Igor Wladimirowitsch (1966–2023), russischer Handballspieler und -trainer
- Wassiljew, Iossif Wassiljewitsch (1821–1881), russischer Erzpriester, Persönlichkeit des öffentlichen Lebens und Publizist
- Wassiljew, Iwan Jakowlewitsch (* 1797), russischer Forschungsreisender und Topograf
- Wassiljew, Iwan Michailowitsch (* 1984), russischer Triathlet
- Wassiljew, Iwan Wladimirowitsch (* 1989), russischer Balletttänzer
- Wassiljew, Jegor (* 1997), russischer E-Sportler
- Wassiljew, Jurij Andrejewitsch (* 1947), russischer Theaterpädagoge, Schauspieler, Regisseur
- Wassiljew, Konstantin (* 1970), sowjetisch-deutscher Komponist und Gitarrist
- Wassiljew, Konstantin Alexejewitsch (1942–1976), sowjetischer Maler
- Wassiljew, Maxym (* 1990), ukrainischer Straßenradrennfahrer
- Wassiljew, Michail Alexandrowitsch (* 1962), russischer Eishockeyspieler
- Wassiljew, Michail Anatoljewitsch (1961–2025), sowjetisch-russischer Handballspieler und -trainer
- Wassiljew, Michail Nikolajewitsch (1777–1847), russischer Marineoffizier und Polarforscher
- Wassiljew, Michail Pawlowitsch (1924–1990), sowjetischer Theater- und Filmschauspieler
- Wassiljew, Michail Petrowitsch (1857–1904), russischer Marineoffizier, Kommandant des ersten russischen Eisbrechers
- Wassiljew, Nikolai Grigorjewitsch (1908–1943), sowjetischer Oberstleutnant und Partisanenkommandeur
- Wassiljew, Oleg Kimowitsch (* 1959), sowjetischer Eiskunstläufer und russischer Eiskunstlauftrainer
- Wassiljew, Pawel Nikolajewitsch (1910–1937), sowjetischer Schriftsteller
- Wassiljew, Wadim (* 1966), russischer Handballspieler
- Wassiljew, Waleri Iwanowitsch (1949–2012), sowjetischer Eishockeyspieler
- Wassiljew, Walerian Michailowitsch (1883–1961), sowjetischer Sprachforscher und Folklorist
- Wassiljew, Wassili Pawlowitsch (1818–1900), russischer Sinologe
- Wassiljew, Wassili Petrowitsch (1896–1942), sowjetischer Generalleutnant
- Wassiljew, Wassili Wassiljewitsch (1827–1894), russischer Maler und Grafiker
- Wassiljew, Wiktor Anatoljewitsch (* 1956), russischer Mathematiker
- Wassiljew, Wiktor Sergejewitsch (* 1987), russischer Biathlet
- Wassiljew, Wladimir Filippowitsch (1940–2012), russischer Eishockeyspieler und -trainer
- Wassiljew, Wladimir Wassiljewitsch (1921–1970), sowjetischer Schauspieler
- Wassiljewa, Darja Sergejewna (* 1992), russische Handballspielerin
- Wassiljewa, Jekaterina Sergejewna (* 1945), sowjetische Theater- und Filmschauspielerin, Filmeditorin und Synchronsprecherin
- Wassiljewa, Jekaterina Sergejewna (* 1986), russische Eiskunstläuferin
- Wassiljewa, Julija Olegowna (* 1978), russische Synchronschwimmerin
- Wassiljewa, Karina (* 2004), kasachische Kugelstoßerin
- Wassiljewa, Lilija Alexandrowna (* 1967), russische Skilangläuferin
- Wassiljewa, Lilija Leonidowna (* 1994), russische Skilangläuferin
- Wassiljewa, Ljubow Nikolajewna (1901–1985), sowjetische Mykologin
- Wassiljewa, Margarita Andrejewna (* 1991), russische Biathletin
- Wassiljewa, Olga Jurjewna (* 1960), sowjetisch-russische Kirchenhistorikerin, Hochschullehrerin und Politikerin
- Wassiljewa, Sinaida (1913–1999), sowjetische Balletttänzerin
- Wassiljewa, Swetlana Walerjewna (* 1983), russische Skeletonpilotin
- Wassiljewa, Uljana Jurjewna (* 1995), russische Curlerin
- Wassiljewa, Walentina (* 1921), sowjetische Weitspringerin und Sprinterin
- Wassiljewa-Sinzowa, Alexandra Feofilaktowna (1875–1943), russische bzw. sowjetische Physikochemikerin und Hochschullehrerin
- Wassiljonak, Wolha (* 1980), belarussische Skilangläuferin
- Wassilko von Serecki, Alexander (1827–1893), rumänisch-österreichischer Politiker
- Wassilko von Serecki, Alexander (1871–1920), österreichischer Offizier
- Wassilko von Serecki, Georg (1864–1940), österreichischer Politiker
- Wassilko von Serecki, Jordaki (1795–1861), österreichisch-rumänischer Großgrundbesitzer und Politiker
- Wassilko von Serecki, Stephan (1869–1933), österreichischer Jurist
- Wassilko von Serecki, Viktor (1872–1934), österreichischer orthodoxer Geistlicher
- Wassilko von Serecki, Zoe (1897–1978), österreichische Parapsychologin und Astrologin
- Wassilko, Nikolaus von (1868–1924), österreichischer und ukrainischer Politiker
- Wassilko, Theophila von (1893–1973), österreichische Historikerin und Oberstaatsarchivarin
- Wassilkowa, Soja Nikolajewna (1926–2008), russische Theater- und Kinoschauspielerin
- Wassilkowski, Wladimir Sergejewitsch (1921–2002), sowjetisch-russischer Architekt und Hochschullehrer
- Wassilowsky, Günther (* 1968), deutscher römisch-katholischer Theologe
- Wassiltschanka, Juryj (* 1994), belarussischer Hammerwerfer
- Wassiltschenko, Aleksandre (* 1991), georgisch-russischer Eishockeyspieler
- Wassiltschenko, Alexei (* 1981), kasachischer Eishockeyspieler
- Wassiltschenko, Lilija Afanassjewna (1962–2011), sowjetische Skilangläuferin
- Wassiltschenko, Olga (* 1956), sowjetische Ruderin
- Wassiltschikow, Alexander Alexejewitsch (1832–1890), russischer Kunstsammler, Direktor der Eremitage (Sankt Petersburg)
- Wassiltschikow, Alexander Illarionowitsch (1818–1881), russischer Fürst, Schriftsteller und Staatsrat
- Wassiltschikow, Alexander Semjonowitsch (1746–1813), russischer Generaladjutant
- Wassiltschikow, Alexei Wassiljewitsch (1776–1854), russischer Senator
- Wassiltschikow, Boris Alexandrowitsch (1860–1931), russischer Fürst, Staatsrat und Gouverneur
- Wassiltschikow, Dimitri Wassiljewitsch (1778–1859), russischer General
- Wassiltschikow, Illarion Illarionowitsch (1805–1862), russischer Generalleutnant, Generaladjutant, Generalgouverneur und Mitglied des Staatsrates
- Wassiltschikow, Illarion Wassiljewitsch (1776–1847), russischer General
- Wassiltschikow, Marie (1917–1978), deutsch-russische SchriftstellerinMarie Wassiltschikow (1917–1978)

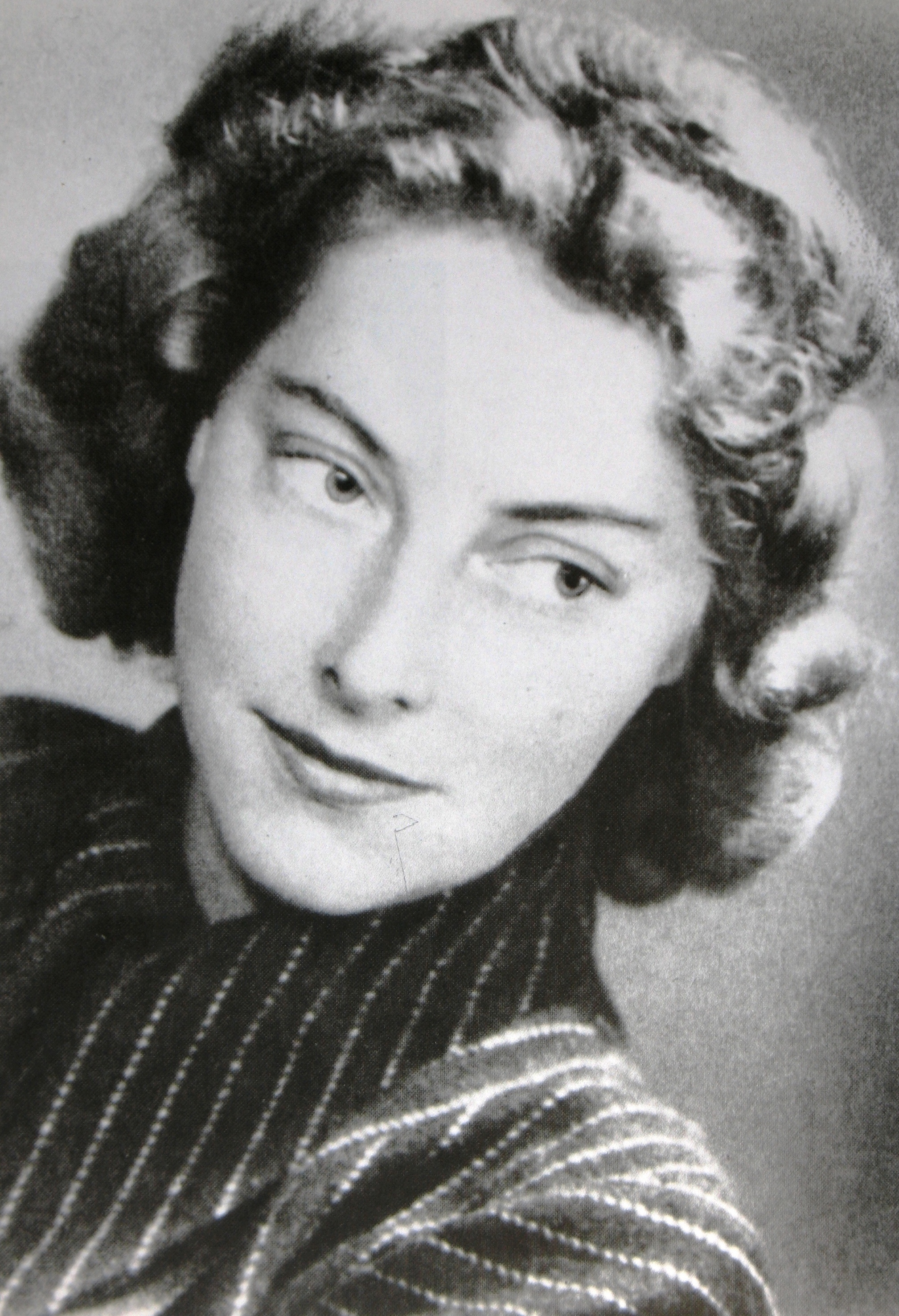
Marie Wassiltschikow (1917–1978)

- Wassiltschikow, Nikolai Alexandrowitsch (1799–1864), Dekabrist
- Wassiltschikow, Nikolai Iwanowitsch (1792–1855), russischer General und Adelsmarschall
- Wassiltschikow, Nikolai Wassiljewitsch (1781–1849), russischer General
- Wassiltschikow, Sergei Illarionowitsch (1849–1926), russischer General der Kavallerie
- Wassiltschikow, Wassili Alexejewitsch (1754–1830), russischer Brigadegeneral und Adelsmarschall
- Wassiltschikow, Wiktor Illarionowitsch (1820–1878), russischer Generalleutnant, Generaladjutant, Kriegsminister
- Wassiluk, Petra (* 1969), deutsche Langstreckenläuferin
- Wassily, Paul (1868–1951), deutscher Arzt, Maler und Kunstsammler
- Wassilzowa, Marija Jewgenjewna (* 1995), russische Snowboarderin
- Wassin, Wiktor Wladimirowitsch (* 1988), russischer Fußballspieler
- Wassin, Wladimir Alexejewitsch (* 1947), sowjetischer Wasserspringer
- Wassina, Anastassija Gennadjewna (* 1987), russische Beachvolleyballspielerin
- Wassing, Hildegard († 1956), deutsches Mordopfer
- Wassing, Isabel (* 2002), deutsche Sportschützin
- Wassipaul, Friedrich (1926–2014), österreichischer Holzforscher und Hochschullehrer

#### Wassj
- Wassjanowytsch, Walentyn (* 1971), ukrainischer Filmproduzent und -regisseur
- Wassjukow, Jewgeni Andrejewitsch (1933–2018), sowjetischer Schachspieler
- Wassjukow, Kostjantyn (* 1981), ukrainischer Sprinter
- Wassjukowa, Olga Petrowna (* 1980), russische Synchronschwimmerin
- Wassjunow, Alexander Sergejewitsch (1988–2011), russischer Eishockeyspieler
- Wassjutin, Alexander Jurjewitsch (* 1995), russischer Fußballspieler

#### Wassl
- Wässle, Heinz (* 1943), deutscher Neurologe, Direktor am Max-Planck-Institut für Hirnforschung in Frankfurt am Main
- Waßler, Josef (1841–1908), Bildschnitzer und Kunsttischler
- Wassler, Traute (1924–1988), österreichische Schauspielerin und Hörspielsprecherin

#### Wassm
- Waßmann, Dietrich (1897–1954), deutscher Afrika-Missionar der Hermannsburger Mission
- Wassmann, Hans (1873–1932), deutscher Schauspieler
- Waßmann, Irmgard (1926–2010), deutsche Puppenspielerin, Hörspielsprecherin und Musikerin
- Wassmann, Jürg (* 1946), Schweizer Ethnologe und Hochschullehrer
- Waßmann, Niklas (* 1985), deutscher Politiker (CDU)
- Wassmannsdorff, Karl (1821–1906), deutscher Sporthistoriker
- Waßmer, Berthold (1886–1969), deutscher Kirchenmusiker und Komponist
- Waßmer, Erna (1933–2016), deutsche SchauspielerinErna Waßmer (1933–2016)

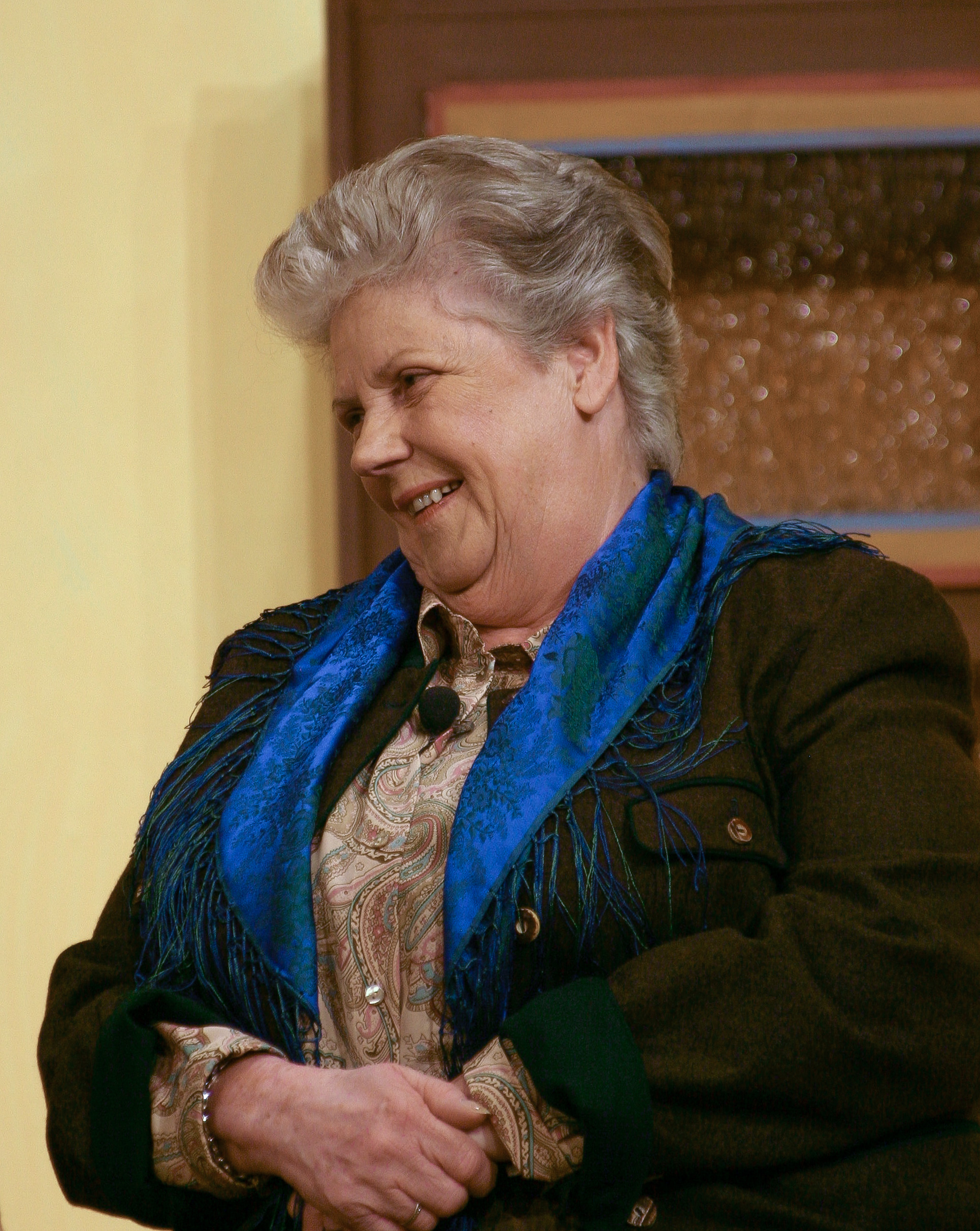
Erna Waßmer (1933–2016)

- Wassmer, Georges (1927–2014), Schweizer Tischtennisspieler
- Waßmer, Hellmut (1926–2014), deutscher Berufsschulpädagoge
- Wassmer, Laura, US-amerikanische Bürgermeisterin
- Wassmer, Marcel (1949–1979), französischer Fußballspieler
- Waßmer, Martin Paul (* 1966), deutscher Rechtswissenschaftler und Hochschullehrer
- Wassmer, Max (1887–1970), Schweizer Unternehmer und Kunstmäzen
- Wassmer, Sven (* 1986), Schweizer KochSven Wassmer (* 1986)

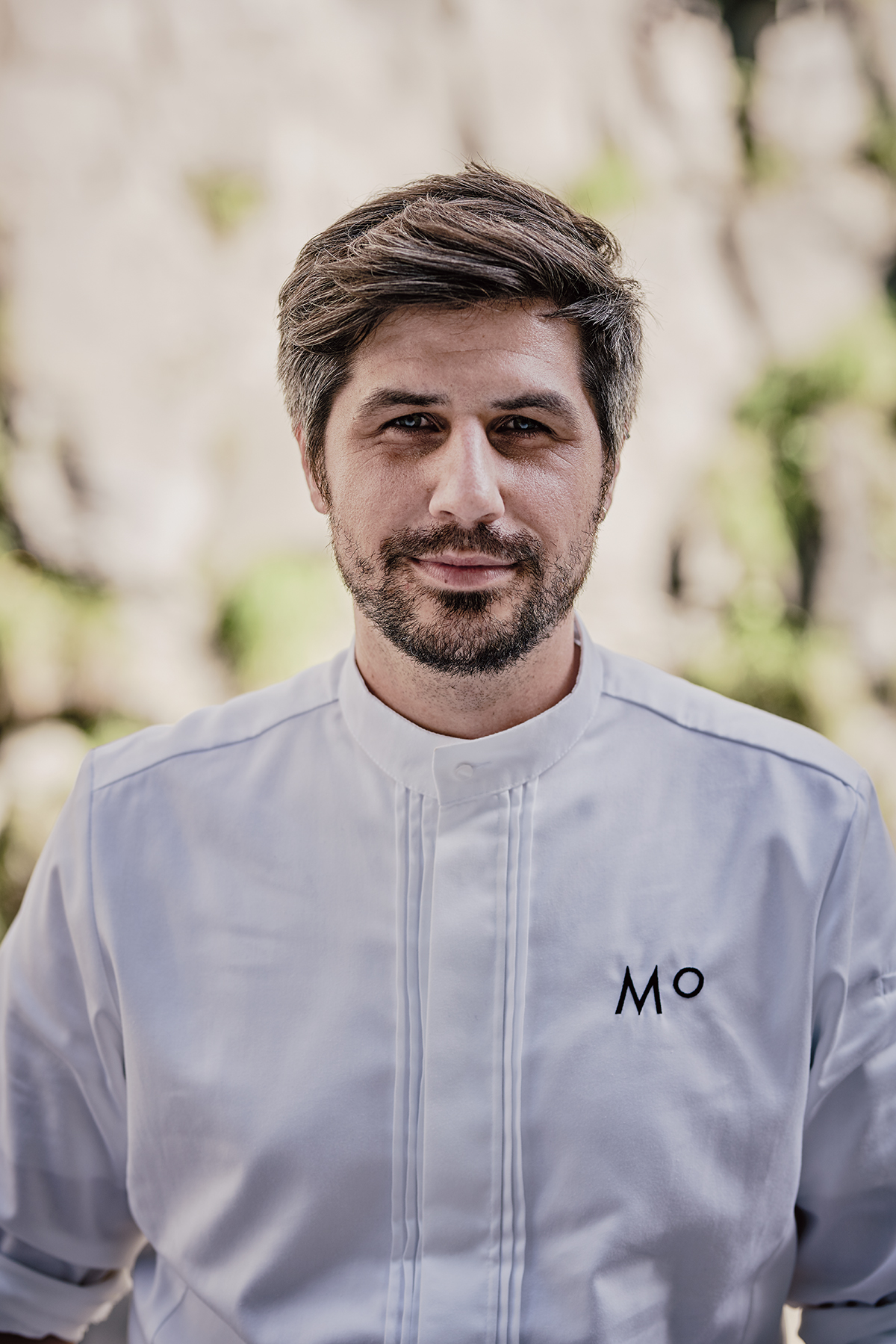
Sven Wassmer (* 1986)

- Wassmer, Uwe (* 1966), deutscher Fußballspieler
- Wassmer, Werner, Schweizer Politiker (FDP)
- Waßmiller, Sergej (* 1970), deutsch-russischer Eishockeyspieler und -trainer
- Wassmo, Herbjørg (* 1942), norwegische Schriftstellerin
- Waßmund, Martin (1892–1956), deutscher Chirurg, Zahnarzt, Hochschullehrer und Facharzt für Zahn-, Mund- und Kieferheilkunde
- Waßmuß, Wilhelm (1880–1931), deutscher Diplomat
- Wassmuth, Anton (1844–1927), österreichischer Physiker
- Waßmuth, Conny (* 1983), deutsche Kanutin
- Waßmuth, Heinrich (1870–1959), österreichischer Maler
- Waßmuth, Helmut (1937–2011), deutscher Fußballspieler
- Wassmuth, Jürgen (* 1955), deutscher Fotograf und Fotokünstler
- Waßmuth, Rudolf (1928–2023), deutscher Agrarwissenschaftler und Hochschullehrer

#### Wassn
- Waßner, Claudia (* 1960), deutsche Organistin, Komponistin und Arrangeurin
- Waßner, Erwin (1887–1937), deutscher Konteradmiral und Marineattaché
- Waßner, Rainer (* 1944), deutscher Soziologe

#### Wasso
- Wasson, Andrecia (* 1992), US-amerikanische Boxerin
- Wasson, Craig (* 1954), US-amerikanischer Schauspieler
- Wasson, David, US-amerikanischer Fernsehproduzent
- Wasson, Erin (* 1982), US-amerikanisches ModelErin Wasson (* 1982)

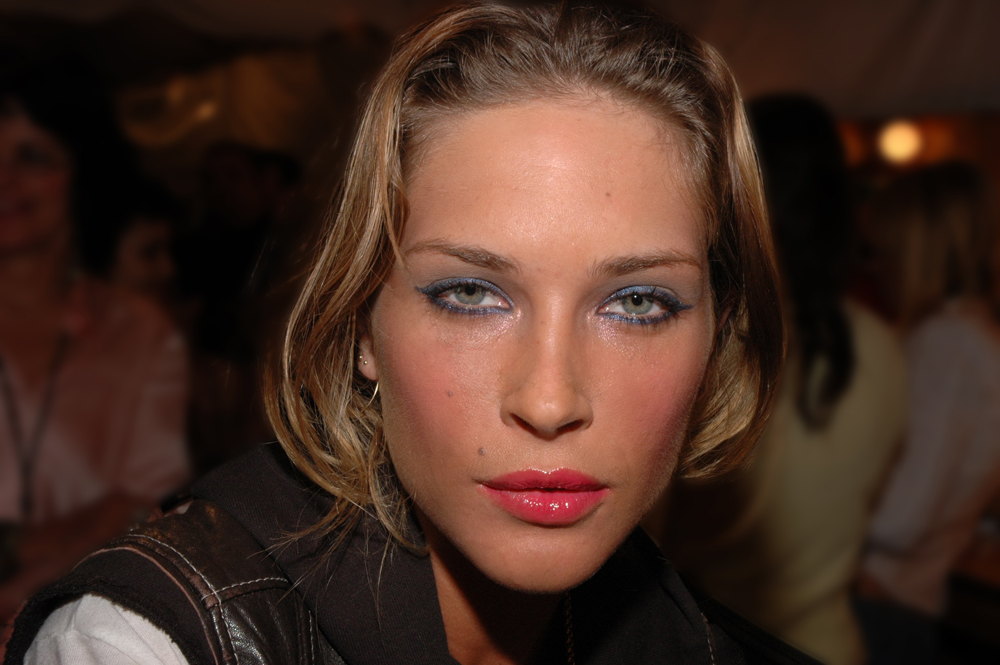
Erin Wasson (* 1982)

- Wasson, Ernie (* 1950), US-amerikanischer Botaniker und Gartenbauwissenschaftler
- Wasson, John T. (1934–2020), US-amerikanischer Geochemiker
- Wasson, R. Gordon (1898–1986), US-amerikanischer Bankier, Ethnomykologe und Autor
- Wasson, William (1923–2006), US-amerikanischer Gründer einer Hilfsorganisation
- Wassong, Stephan (* 1969), deutscher Sportwissenschaftler und Hochschullehrer
- Wassouf, George (* 1961), syrischer Musiker und SängerGeorge Wassouf (* 1961)

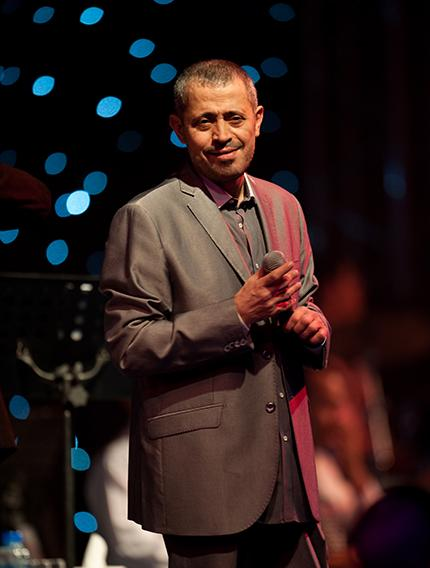
George Wassouf (* 1961)

#### Wassu
- Wassung, Wilhelm (1893–1971), Landtagsabgeordneter im Volksstaat Hessen

#### Wassy
- Wassylaschtschuk, Hanna (1924–2004), ukrainische Künstlerin der dekorativen Kunst (Kunstweberei)
- Wassylenko, Hanna (* 1986), ukrainische Ringerin
- Wassylenko, Lessja (* 1987), ukrainische Politikerin
- Wassylenko, Mykola (1866–1935), ukrainischer Politiker, Präsident der Ukrainischen Akademie der Wissenschaften
- Wassyljew, Andrij (* 2001), ukrainischer Sprinter
- Wassyljew, Mykola (* 1956), sowjetisch-ukrainischer Hürdenläufer
- Wassyljewa, Anastassija (* 1992), ukrainische Tennisspielerin
- Wassyljuk, Andrij (* 1987), ukrainischer Radrennfahrer
- Wassyljuk, Natalija (* 1978), ukrainische Artistin mit dem Spezialgebiet Kontorsion
- Wassylkiwskyj, Serhij (1854–1917), ukrainischer Genre- und Landschaftsmaler sowie Kunstwissenschaftler
- Wassylowa, Jana (* 2005), ukrainische Billardspielerin
- Wassyltschenko, Stepan (1879–1932), ukrainischer Lehrer und Schriftsteller
- Wassylyk, Pawlo (1926–2004), ukrainischer Geistlicher, Bischof von Kolomyia-Tscherniwzi
- Wassylyschyn, Andrij (1933–2023), ukrainischer Politiker

### Wast
- Wast, Hugo (1883–1962), argentinischer Schriftsteller und Politiker
- Wast, Peter von († 1754), sächsisch-polnischer Geheimer Kriegsrat und Resident in Danzig
- Wastå, Petter (* 1976), schwedischer Fußballspieler
- Wästberg, Per (* 1933), schwedischer Schriftsteller und Journalist
- Wastell, John, englischer Architekt in der Renaissance
- Wastell, Mark (* 1968), britischer Improvisationsmusiker und Musikproduzent
- Wasteneys, Avalon (* 1997), kanadische Ruderin
- Wasterlain, Christine, belgische Ruderin
- Wasterlain, Marc (* 1946), belgischer Comiczeichner
- Wastian, Heinrich (1876–1932), österreichischer Politiker (GDVP) und Schriftsteller
- Wastian, Heinz (* 1970), österreichischer Fußballspieler
- Wastl, Hans (1916–1986), österreichischer Tischler und Politiker (SPÖ), Abgeordneter zum Nationalrat, Mitglied des Bundesrates
- Wastl, Helene (1896–1948), österreichische Medizinerin und Wissenschaftlerin
- Wastl, Josef (1892–1968), österreichischer Schwimmer und Anthropologe
- Wastl, Karl (1889–1963), deutscher Politiker (KPD) und Gewerkschafter, MdL
- Wastl-Walter, Doris (* 1953), österreichische Geographin
- Wastlhuber, Ludwig (1911–1975), deutscher Orgelbauer
- Waston, Kendall (* 1988), costa-ricanischer Fußballspieler

### Wasu
- Wasum-Rainer, Susanne (* 1956), deutsche DiplomatinSusanne Wasum-Rainer (* 1956)
- Wasusarma, König von Tabal

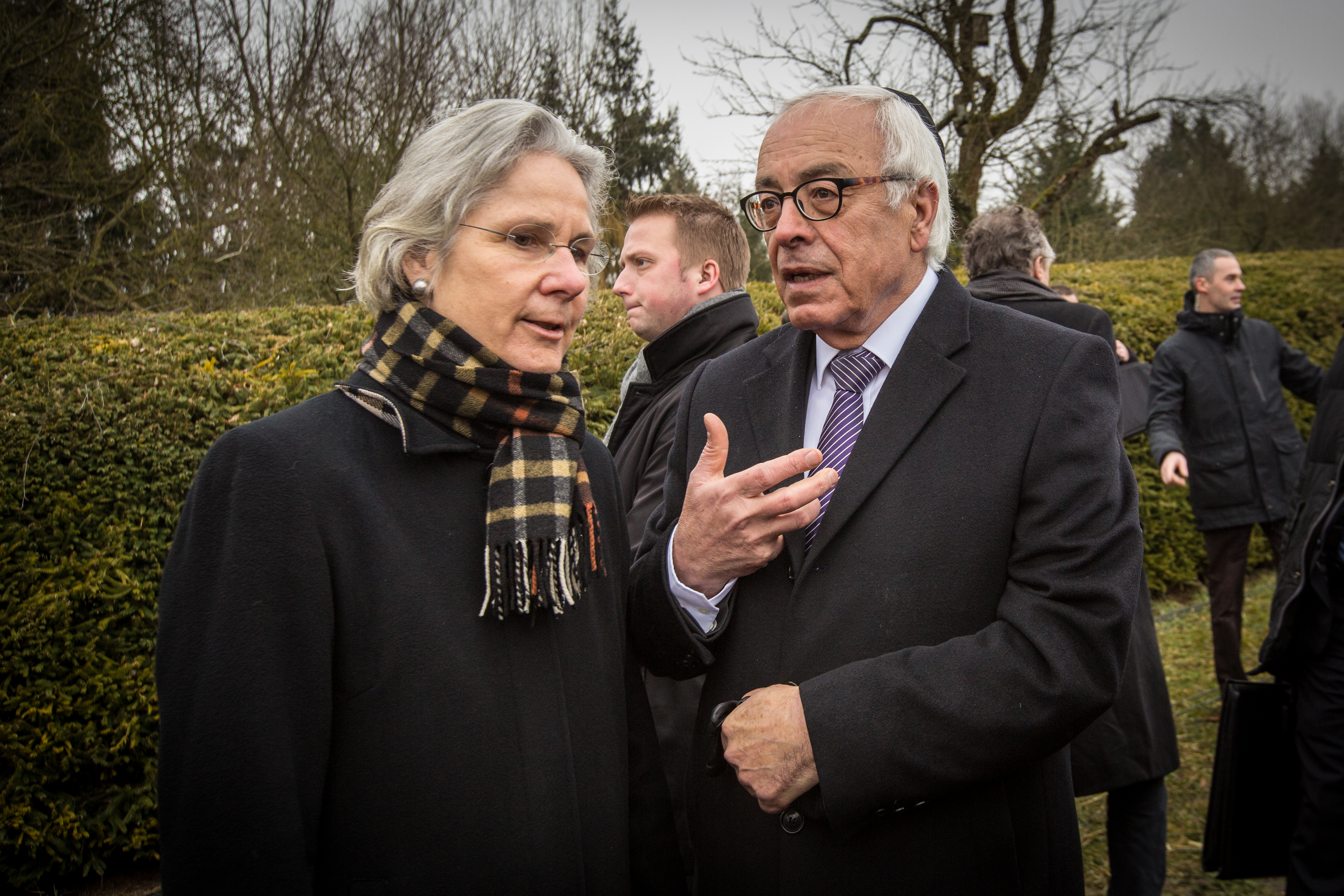
Susanne Wasum-Rainer (* 1956)

- Wasusiwakit Phusirit (* 1992), thailändischer Fußballspieler

### Wasy
- Wasylenko, Bree (* 1988), kanadische Schauspielerin und Tänzerin
- Wasylyk, Harry (1927–2013), kanadischer Erfinder

### Wasz
- Waszarow, Toma (* 1977), bulgarischer Filmeditor und Filmregisseur
- Waszczykowski, Witold (* 1957), polnischer Historiker, Diplomat und Politiker
- Waszek, Norbert (* 1953), deutscher Philosoph und Germanist
- Waszink, Jan Hendrik (1908–1990), niederländischer Latinist und Professor
- Waszkiewicz, Aleksander (1901–1945), polnisch-sowjetischer Generalmajor der Polnischen Volksarmee im Zweiten Weltkrieg
- Waszkiewicz, Daniel (* 1957), polnischer Handballspieler und -trainer
- Waszyński, Michał (1904–1965), polnischer Filmregisseur